# Wii
Wii (/wiː/)는 닌텐도에서 개발하고 판매한 가정용 비디오 게임기이다. 2006년 11월 19일 북아메리카에, 2006년 12월 전 세계 대부분의 지역에 출시되었다. 닌텐도 게임큐브에 이은 닌텐도의 다섯 번째 주요 가정용 게임기이며, 마이크로소프트의 엑스박스 360 및 소니의 플레이스테이션 3와 함께 7세대 콘솔에 속한다.
닌텐도 사장 이와타 사토루는 마이크로소프트 및 소니와 단순한 컴퓨팅 파워로 경쟁하기보다는 혁신적인 게임 플레이를 통해 더 넓은 대중에게 어필하는 데 중점을 두었다. 미야모토 시게루와 다케다 겐요가 개발을 주도했으며, 초기 코드명은 Revolution이었다. Wii는 특히 모션 추적 제어 기능을 갖추고 제스처를 인식하며 포인팅 장치로 기능할 수 있는 무선 컨트롤러인 Wii 리모컨을 통해 새로운 형태의 상호 작용을 강조했다. Wii는 닌텐도 최초로 기본 인터넷 연결 기능을 갖춘 콘솔로, 온라인 게임 및 Wii 쇼핑 채널을 통한 디지털 배급을 가능하게 했다. 또한 특정 게임의 경우 휴대용 닌텐도 DS 콘솔과의 무선 연결도 지원했다. 초기 모델은 게임큐브 게임 및 액세서리와 하위 호환이 가능했다. 닌텐도는 나중에 더 저렴한 버전인 게임큐브 호환 기능이 없는 RVL-101과 온라인 연결 및 SD 카드 저장과 같은 기능을 제거한 Wii 미니를 출시했다.
닌텐도가 컴퓨팅 성능에 대한 집중을 줄였기 때문에 Wii와 그 게임들은 경쟁사 제품보다 생산 비용이 저렴했다. 출시 초기에 엄청난 인기를 얻었으며, 일부 시장에서는 품귀 현상을 겪기도 했다. Wii 스포츠는 번들 게임으로 Wii의 킬러 애플리케이션이 되었으며, 슈퍼 마리오, 젤다의 전설, 포켓몬스터, 메트로이드 시리즈의 새로운 작품들이 인기를 높이는 데 기여했다. 1년 안에 Wii는 7세대에서 가장 많이 팔린 콘솔이 되었고, 많은 나라에서 사회 현상이 되었다. Wii의 총 판매량은 1억 1백만 대를 넘어섰으며, 2021년 닌텐도 스위치에 의해 추월될 때까지 닌텐도에서 가장 많이 팔린 가정용 콘솔이었다. 2022년 현재, 역사상 5번째로 많이 팔린 가정용 콘솔이다.
Wii의 모션 제어 게임의 인기는 마이크로소프트와 소니가 각각 키넥트와 플레이스테이션 무브를 개발하도록 이끌었다. Wii는 비디오 게임 콘솔에 더 넓은 대중을 끌어들이려는 닌텐도의 목표를 달성했지만, 핵심 게이머들을 소외시키기도 했다. 이 핵심 인구층을 되찾기 위해 닌텐도는 2012년에 차세대 가정용 콘솔인 Wii U를 출시했지만 실패했다. Wii는 2013년 10월에 생산이 중단되었지만, Wii 미니는 몇 년 동안 생산을 계속했고, 일부 온라인 서비스는 2019년까지 지속되었다.

## 역사

### 2001년-2003년: 개발

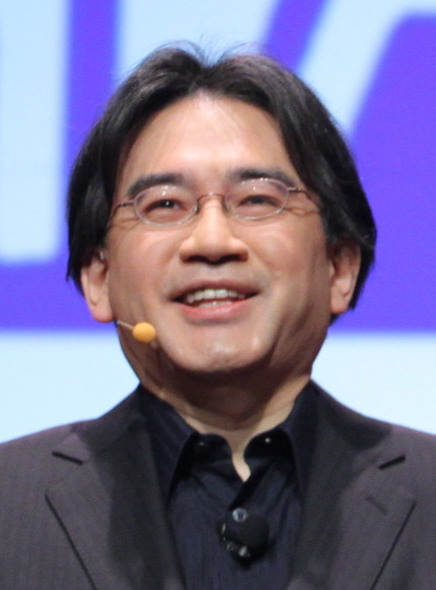
닌텐도 사장 이와타 사토루는 Wii가 더 넓은 범위의 플레이어들에게 어필하도록 설계하라고 지시했다.

닌텐도 게임큐브 출시 직후, 닌텐도는 차기 콘솔에 대한 개념 개발을 시작했다. 게임 디자이너 미야모토 시게루에 따르면, 회사는 일찍이 하드웨어 성능 경쟁을 목표로 하지 않고 새로운 게임 플레이 경험을 우선시하기로 결정했다. 이 프로젝트는 처음에는 "GameCube Next"(GCNext 또는 GCN)라는 가칭으로 불렸다. 닌텐도는 처음에 콘솔 가격을 약 US$100 (equivalent to $146 in 2022)로 책정할 계획이었다.
미야모토는 댄스 댄스 레볼루션의 파격적인 입력 컨트롤러를 새로운 종류의 컨트롤러 개발에 영감을 주었다고 언급했다. 2001년 9월 24일, 닌텐도는 모션 감지 기술에 대한 여러 특허를 보유한 Gyration Inc.와 협력하여 Gyration의 특허를 사용하여 모션 기반 입력 장치를 시제품화하기 시작했다.
2002년 5월 야마우치 히로시의 뒤를 이어 닌텐도 사장이 된 이와타 사토루는 회사가 특히 온라인 게임 분야에서 산업 동향에 뒤쳐졌음을 인정했다. 그는 또한 닌텐도가 모든 연령층에 어필할 수 있는 하드웨어와 비디오 게임을 개발하기를 원했다. 내부 시장 조사는 닌텐도가 이전에 비전통적인 하드웨어에 집중한 것이 타사 개발자들이 자사 플랫폼을 지원하기 어렵게 만들어 경쟁 우위를 약화시켰음을 보여주었다. 이와타의 첫 번째 주요 대응 계획 중 하나는 휴대용 콘솔 라인을 활성화하기 위해 터치스크린이 있는 듀얼 스크린 휴대용 콘솔인 닌텐도 DS를 개발하는 것이었다.
2003년, 이와타는 미야모토와 다케다 겐요를 만나 회사의 시장 전략에 대해 논의했다. 그는 다케다에게 새로운 콘솔을 설계할 때 "기술 로드맵에서 벗어나라"고 지시하면서, 특히 비전통적인 관객, 즉 어머니들을 포함한 모든 사람들이 접근하기 쉬워야 한다고 강조했다. 그는 또한 가정의 복잡함을 줄이기 위해 이전 닌텐도 게임과의 하위 호환성을 원했다. 다케다는 하드웨어 개발을 주도했으며, 미야모토는 Gyration의 모션 감지 기술을 활용하여 새로운 컨트롤러를 설계하는 데 집중했다. 이와타는 게임 인터페이스를 단순화하고 매력을 확장하는 수단으로 모션 제어를 사용하는 것을 제안했다. 초기 시제품은 6개월 안에 완성되었다.
닌텐도 DS는 새로운 콘솔의 디자인에 영향을 미쳤다고 한다. 닌텐도는 DS의 참신한 듀얼 스크린 인터페이스가 비전통적인 플레이어들을 끌어들였으며, 이 성공을 가정용 콘솔 플랫폼에서도 재현하고자 했다. 디자이너 아시다 겐이치로(Ken'ichiro Ashida)는 "우리는 Wii를 작업하면서 DS를 염두에 두었다. DS의 터치 패널 인터페이스를 복사하는 것에 대해 생각했고, 심지어 시제품까지 만들었다."라고 회상했다. 이 아이디어는 궁극적으로 두 시스템 간의 중복을 피하기 위해 포기되었다. 미야모토는 나중에 "만약 DS가 실패했다면, 우리는 Wii를 처음부터 다시 설계했을 수도 있다."라고 언급했다.

### 2004년-2005년: 발표
E3 2004에서 이와타는 콘솔이 게임 산업에 혁명을 일으킬 것이라는 그의 믿음을 반영하여 새로운 코드명 "Revolution"으로 프로젝트의 일부 세부 사항을 처음 공개했다. BBC 뉴스의 기술 편집자 알프레드 에르미다는 닌텐도가 가정용 콘솔 시장에서 소니와 마이크로소프트에 필적하기 위해 고군분투했기 때문에 성공이 중요했다고 썼다.
여전히 "Revolution"이라는 이름의 콘솔은 2005년 5월 E3에서 공식적으로 대중에게 공개되었다. 이 시점에서 콘솔의 모션 컨트롤러는 아직 최종 결정되지 않았으며 공개에서 제외되었다. 이와타는 콘솔의 크기를 경쟁사 제품과 비교하여 한 손으로 들어 올렸다. 작아진 폼 팩터는 전력 소비를 줄이고 열 발생을 줄였으며, 작고 매력적이라면 부모가 거실에 기기를 놓는 것을 더 쉽게 허용할 것이라고 생각되어 부모에게도 매력적으로 디자인되었다. 콘솔의 미니멀리스트적 미학은 애플의 오리지널 아이팟과 비교되기도 했다. 이와타는 최종 크기를 결정하기 위해 DVD 케이스 세 개를 쌓아 놓은 것을 참고했다고 한다. 공개된 시제품은 검은색이었지만, 이듬해 출시된 최종 소매 버전은 흰색으로만 제공되었다.
2005년 9월, 이와타는 도쿄 게임 쇼에서 컨트롤러의 시제품을 시연했다. 이 단계에서 하드웨어는 최종 Wii 리모컨과 눈차크와 매우 흡사했다. 발표에서 이와타는 컨트롤러의 모션 감지 기능을 시연하고, 컨트롤러를 테스트하고 사람들이 이 컨트롤러에 매료될 것이라고 믿었던 코지마 히데오와 호리이 유지와 같은 개발자들의 논평이 담긴 비디오를 지원했다.

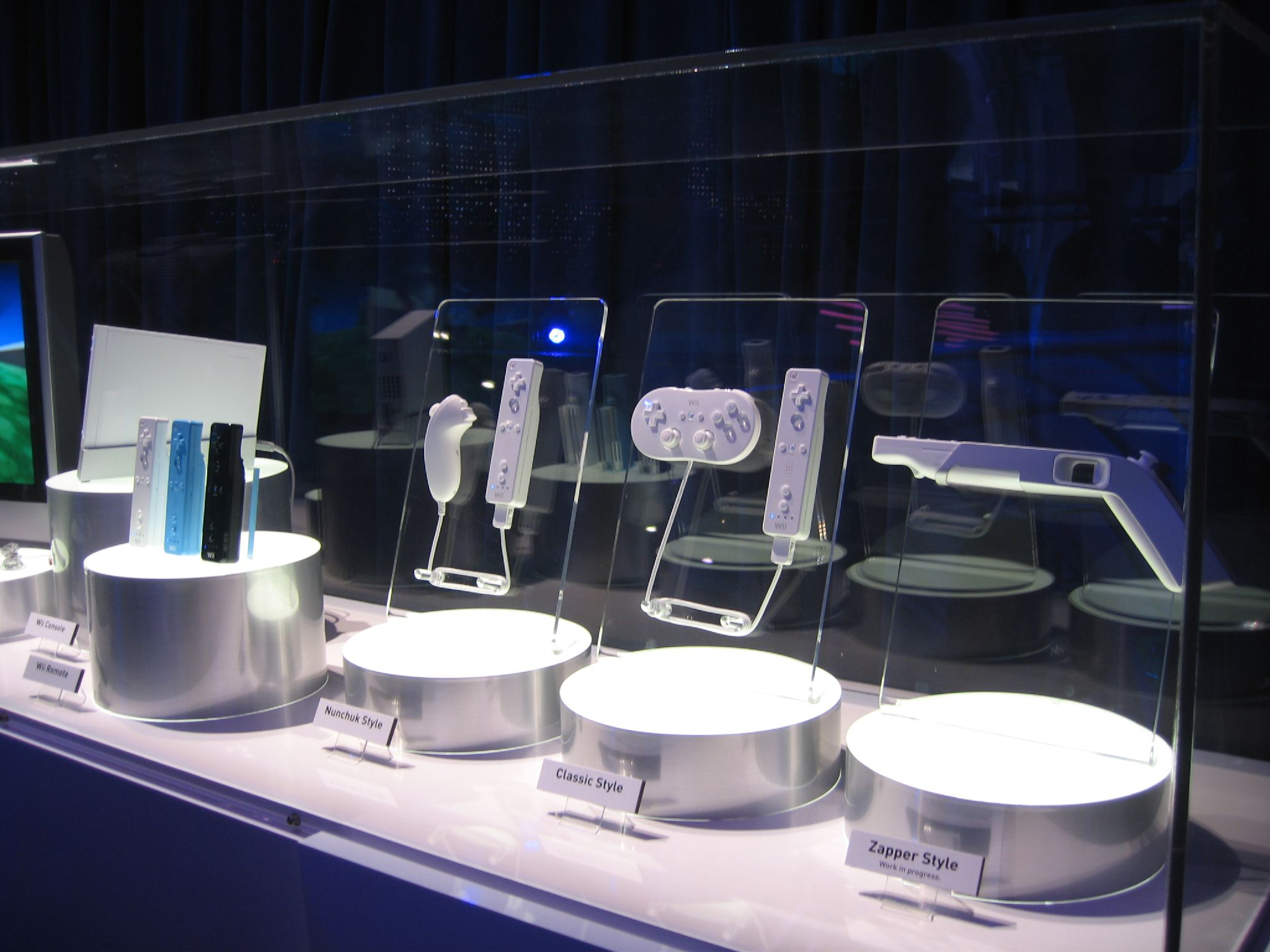
E3 2006에 전시된 Wii와 여러 주변 기기

콘솔의 공식 명칭인 "Wii"는 E3 2006 한 달 전인 4월에 발표되었다. 두 개의 소문자 "i"로 스타일링된 철자는 나란히 서 있는 두 사람과 Wii 리모컨과 눈차크의 짝을 나타내도록 고안되었다. 발표에서 닌텐도는 다음과 같이 설명했다. "Wii는 '우리'처럼 들리며, 콘솔이 모두를 위한 것임을 강조한다. Wii는 어떤 언어를 사용하든 전 세계 사람들이 쉽게 기억할 수 있다. 혼란이 없다."
이 이름은 광범위한 조롱과 비판을 불러일으켰다. 포브스는 닌텐도 팬들이 이 이름이 닌텐도가 주로 어린이를 위한 콘솔을 만든다는 인식을 영구화할 것을 우려했다고 보도했다. BBC 뉴스는 이름이 발표된 다음 날 "이름을 기반으로 한 유치한 농담 목록이 인터넷에 등장했다"고 보도했다. 일부 비디오 게임 개발자와 언론인들은 코드명 "Revolution"을 선호한다고 밝혔다. 닌텐도 아메리카 사장 레지 피서메이는 짧고 독특하며 모든 문화권에서 발음하기 쉬운 이름을 원했기 때문에 "Revolution" 대신 이 이름을 선택했다고 옹호했다.
Wii는 E3 2006에서 언론 시연에 제공되었으며, 닌텐도는 여러 예정된 출시 게임도 공개했다. 같은 행사에서 회사는 2006년 말까지 콘솔을 출시할 의사를 재확인했다.

### 2006년-2010년: 출시

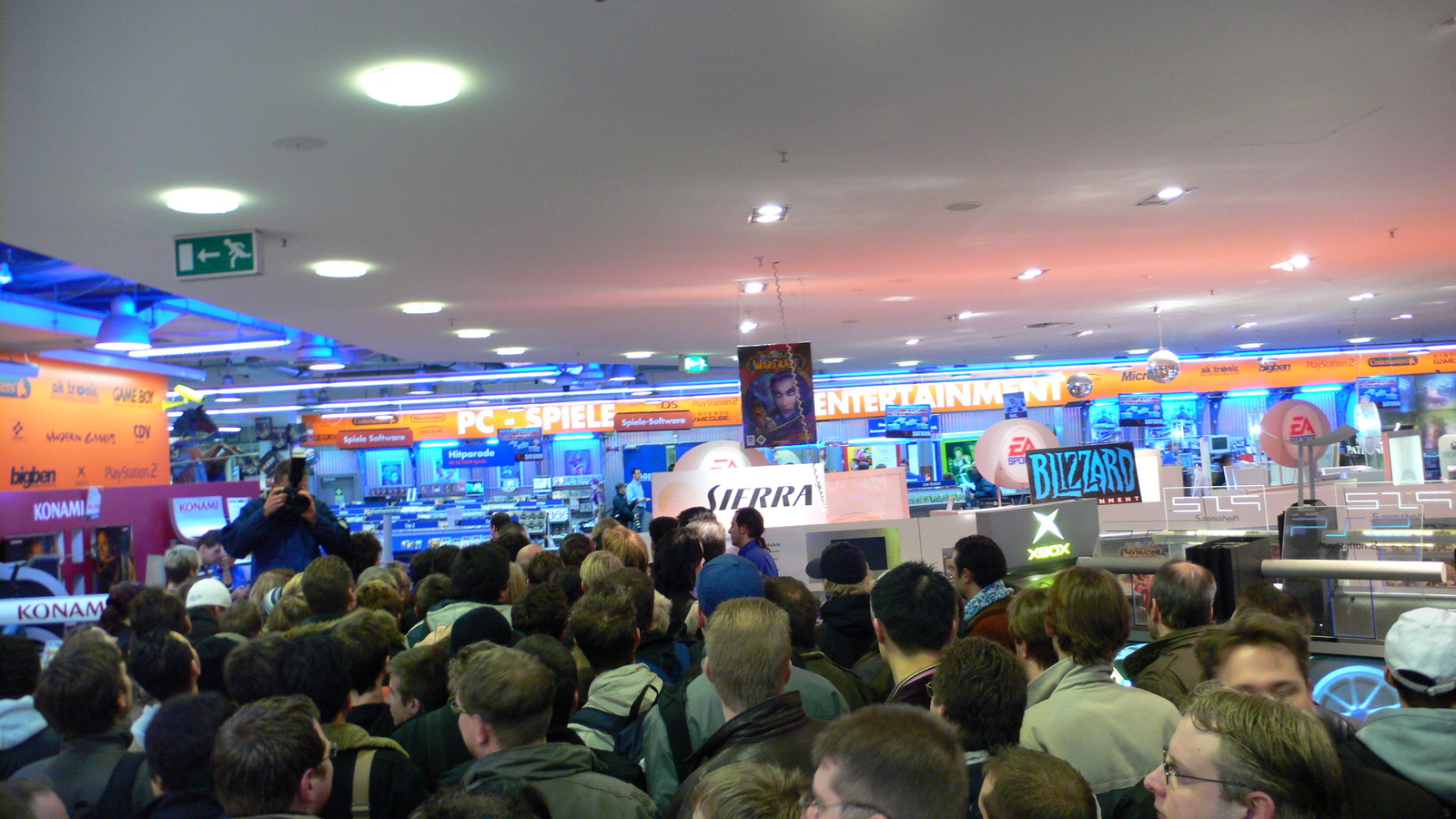
출시일 함부르크에 Wii를 구매하기 위해 모인 군중.

닌텐도는 2006년 9월 Wii의 출시 계획과 가격을 발표했다. 콘솔은 2006년 11월 19일 미국에서 US$249.99 (equivalent to $320.93 in 2022)에 처음 출시되었다. 다른 지역의 출시 날짜와 가격은 2006년 12월 2일 일본에서 25,000엔, 이어서 12월 7일 오스트랄라시아에서 399.95 오스트레일리아 달러, 그리고 나중에 12월 8일 영국에서 179.99 영국 파운드에 출시되었으며, 대부분의 유럽 국가에서는 249.99 유로에 출시되었다. 닌텐도는 2006년 말까지 약 30개의 Wii 게임을 출시하고 연말까지 400만 대 이상의 콘솔을 출하할 것으로 예상했다.
출시 캠페인의 일환으로 닌텐도는 아카데미상 수상자 스티븐 개건이 감독한 일련의 텔레비전 광고를 통해 북아메리카에서 Wii를 홍보했다. 인터넷 광고 캠페인은 "Wii would like to play" 및 "Experience a new way to play"와 같은 슬로건을 내세웠다. 2006년 11월에 시작된 이 캠페인의 연간 예산은 $200 million를 초과했다.
이 광고들은 다른 콘솔에 비해 더 넓은 인구 통계를 목표로 삼아 부모와 조부모에게 Wii를 경험하도록 초대했다. 닌텐도의 목표는 7세대 경쟁사보다 더 넓은 관객에게 어필하는 것이었다. 2006년 12월, 이와타는 닌텐도가 "소니와 싸우고 있다"고 생각하지 않고, 대신 게임 인구 통계를 어떻게 확장할지에 초점을 맞추고 있다고 밝혔다. 이 전략은 2007년 내내 Wii가 전 세계적인 사회 현상이 되면서 성공적이었다.
Wii의 다른 지역 출시는 몇 년이 걸렸다. 2007년 9월 30일 남아프리카에 출시되었고, 2008년 4월 26일 대한민국에 출시되었으며, 2008년 7월 12일 대만에 출시되었고, 2008년 9월 30일 인도에 출시되었으며, 2009년 12월 12일 홍콩에 출시되었다. 닌텐도는 현지화 파트너인 iQue와 협력하여 2008년에 중국에 Wii를 출시할 계획이었지만, 중국 정부가 부과한 외국산 콘솔 금지를 우회하기 위한 요건을 충족하지 못했다.

### 2011년-2014년: 후속작 및 단종

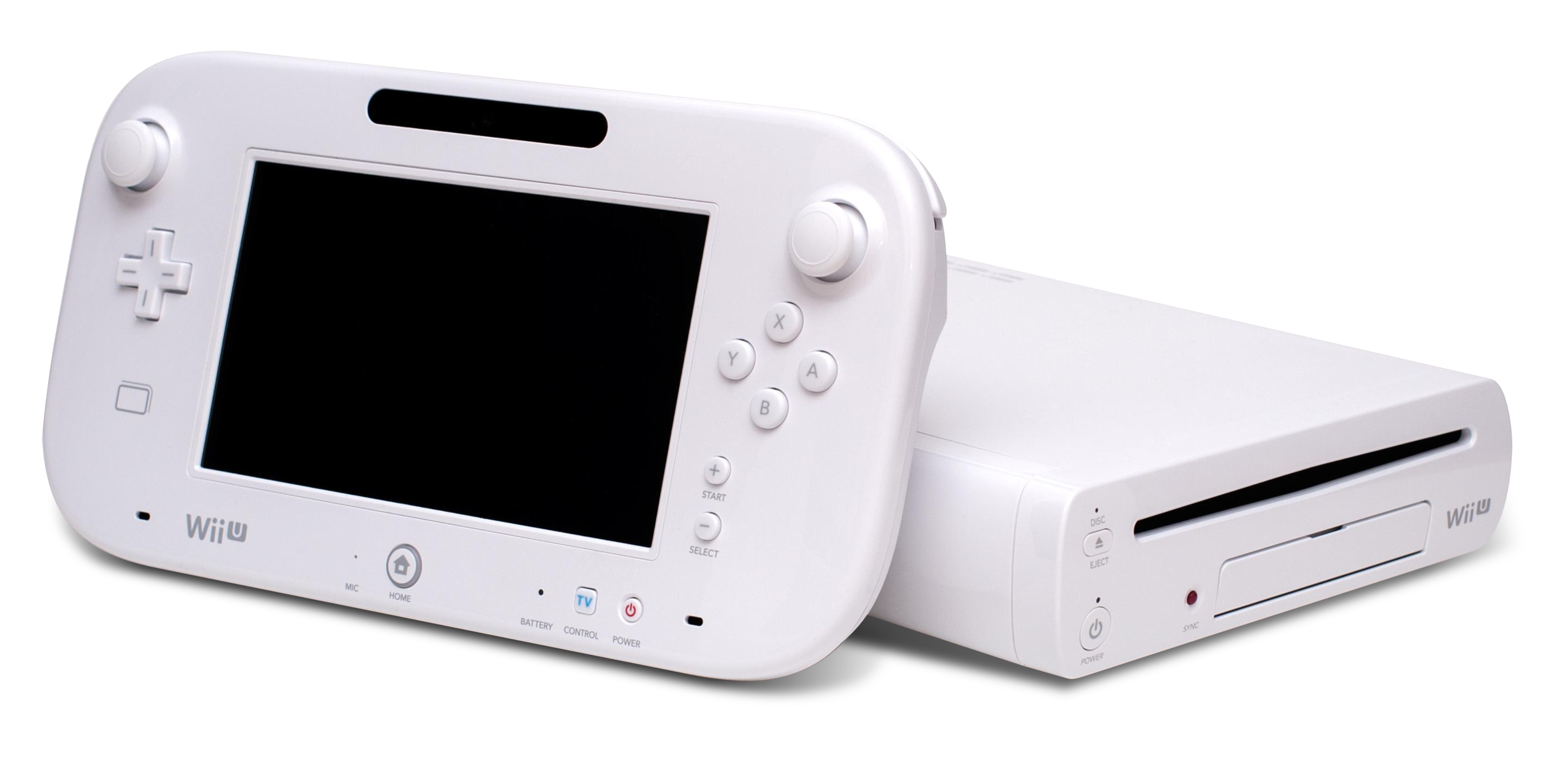
Wii U 게임패드가 앞에 있는 Wii U

닌텐도는 E3 2011에서 Wii의 후속작인 Wii U를 발표했다. 닌텐도는 Wii가 일반적으로 캐주얼 게임 경험으로 인식되어 핵심 게이머들에게 외면당했음을 인지했다. Wii U는 기본 Wii 기술 위에 더 진보된 기능을 추가하여 핵심 게이머들을 다시 끌어들이는 것을 목표로 했다. Wii U는 Wii U 게임패드를 특징으로 하는데, 이는 내장 터치스크린과 1080p 고선명 그래픽 출력을 지원하며 텔레비전 옆의 보조 화면 역할을 한다. Wii U는 Wii 게임 및 Wii 리모컨, 눈차크 컨트롤러, Wii 밸런스 보드를 포함한 Wii 주변 기기와 완벽하게 하위 호환되며, 일부 Wii U 게임도 이러한 장치를 지원한다. Wii U는 2012년 11월 18일 북아메리카에서, 2012년 11월 30일 유럽 및 오스트레일리아에서, 2012년 12월 8일 일본에서 처음 출시되었다.
닌텐도는 Wii U의 첫 출시 연도 동안 Wii U와 함께 개정된 Wii 모델과 Wii 미니를 계속 판매했다. 2013년 동안 닌텐도는 Wii U를 대체 시스템으로 또는 오프라인 Wii 미니로 소비자를 유도하면서 특정 Wii 온라인 기능을 단계적으로 중단하기 시작했지만, Wii 쇼핑 채널은 계속 이용할 수 있었다. 닌텐도는 전 세계적으로 1억 대 이상 판매한 후 2013년 10월 Wii 생산을 중단했지만, 이 회사는 주로 북아메리카 시장을 위해 Wii 미니 유닛을 계속 생산했다. WiiConnect24 서비스와 해당 서비스를 기반으로 한 여러 채널은 2013년 6월에 폐쇄되었다. 닌텐도 Wi-Fi 커넥션을 통한 온라인 멀티플레이어 게임 지원은 2014년 5월에 중단되었고, Wii 쇼핑 채널은 2019년 1월에 폐쇄되어 사실상 온라인 서비스가 종료되었다. Wii 미니는 그 이후에도 한동안 생산되었다.
Wii의 단종에도 불구하고 일부 개발자들은 Wii 게임을 계속 제작했다. 유비소프트는 저스트 댄스 게임을 저스트 댄스 2020(2019년)까지 Wii용으로 출시했다. Vblank Entertainment의 Shakedown: Hawaii와 Retro City Rampage DX는 Wii 출시 13년이 지난 2020년 7월 9일에 출시된 가장 최근의 Wii 게임이다. 2020년 1월 27일, 닌텐도는 부품 부족으로 2월 6일부터 Wii 콘솔 수리를 더 이상 하지 않을 것이라고 발표했다.

## 하드웨어

### 콘솔

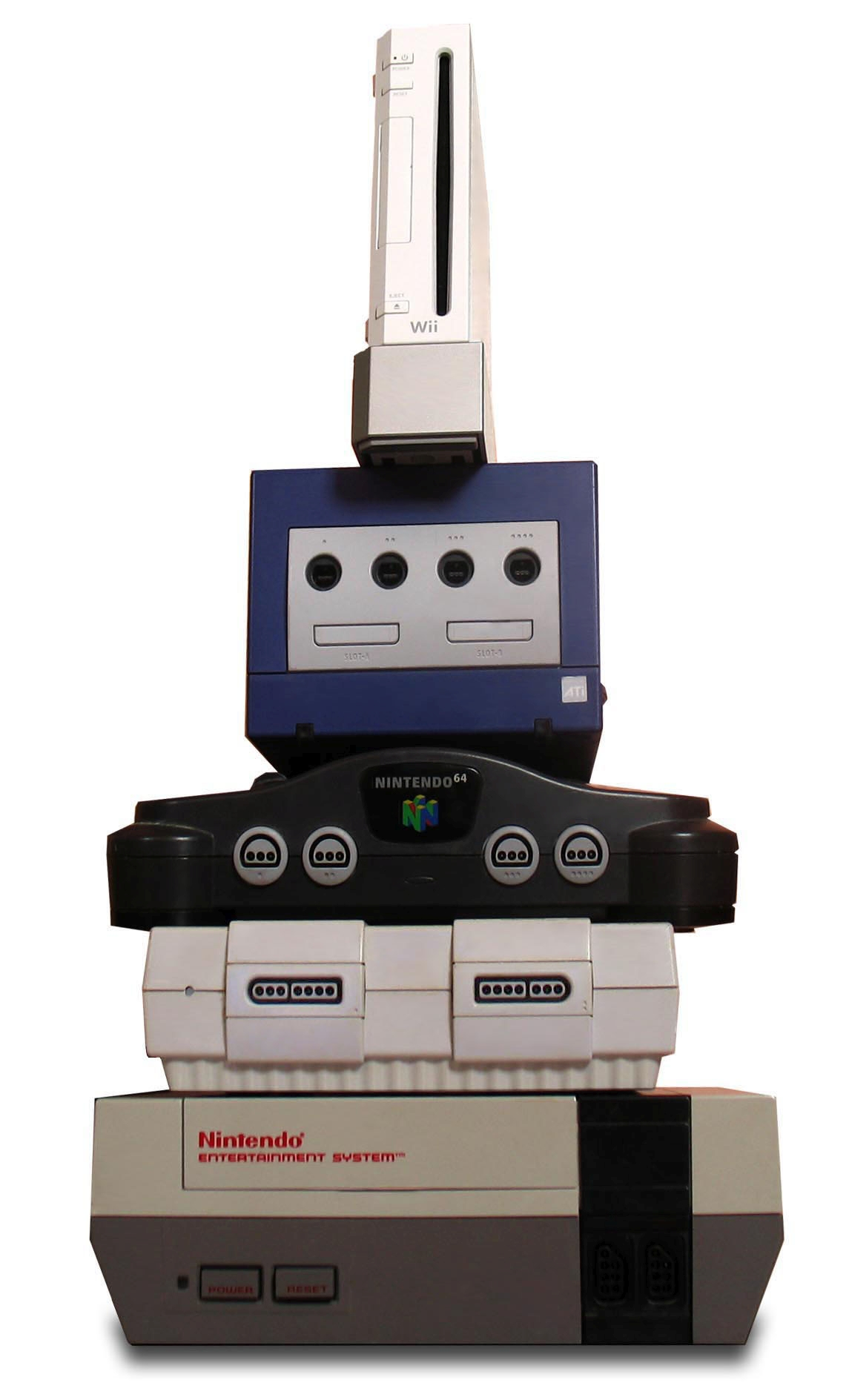
Wii (상단)와 닌텐도 게임큐브, 닌텐도 64, 북아메리카 Super NES, NES의 크기 비교

닌텐도는 경쟁 콘솔의 성능을 능가하지 않기로 결정했다. 이전 콘솔과 달리, 맞춤형 구성 요소를 개발하는 대신 상용 기성품 하드웨어로 Wii를 만들었다. 이는 제조 비용을 크게 줄여 닌텐도가 콘솔을 더 저렴한 가격에 제공할 수 있도록 했다. 미야모토는 "원래는 100달러짜리 기계를 원했다. 콘솔 기술에는 돈을 전혀 쓰지 않고 모든 돈을 인터페이스와 소프트웨어 개선에 쓸 생각이었다"고 설명했다.
Wii의 CPU인 Broadway는 IBM이 개발한 32비트 칩이다. 게임큐브의 Gekko 프로세서와 동일한 파워PC 아키텍처를 기반으로 하며, 729 MHz로 작동하며 더 효율적인 90 nm 공정을 사용하여 Gekko의 180 nm 공정에 비해 전력 소비를 약 20% 줄였다. 다른 시스템 기능은 ATI가 개발한 SoC(System-on-a-chip)인 Hollywood에서 처리하며, 그래픽, 오디오 및 입출력 기능을 결합한다. 이 GPU는 게임큐브의 Flipper의 업데이트된 버전으로, 243 MHz로 작동하며 1.5배 빠르다. 이를 통해 더 고급스러운 시각 효과를 지원하고 3 MB의 내장 텍스처 메모리를 포함한다. 또한 입출력 작업 및 시스템 보안을 관리하는 96 KB RAM을 갖춘 Starlet이라는 ARM 기반 보조 프로세서가 포함되어 있다. Hollywood는 마더보드에 장착된 64 MB의 GDDR3 메모리와 함께 작동하는 24 MB의 고속 1T-SRAM을 통합하여 총 시스템 메모리를 88 MB로 늘린다. 컴퓨팅 성능 측면에서 Wii는 게임큐브보다 약 1.5배에서 2배 더 강력했지만, 해당 세대의 주요 가정용 콘솔 중 가장 성능이 낮았다.
Wii의 마더보드에는 802.11b 및 802.11g 모드를 지원하는 와이파이 모듈과 컨트롤러와 통신하기 위한 블루투스 모듈이 있다. USB 기반 LAN 어댑터를 사용하여 Wii를 유선 이더넷 네트워크에 연결할 수 있다.
게임은 전면 슬롯 로딩 방식의 광학 드라이브를 통해 읽히며, 닌텐도 독점 12 cm Wii 디스크 및 8 cm 게임큐브 디스크와 호환된다. 그러나 DVD나 CD와 같은 표준 광학 미디어는 지원하지 않는다. 닌텐도는 이 기능을 Wii의 나중 버전 개정에 통합할 계획이었지만, 콘솔에 대한 수요로 인해 일정에 지연이 발생했고, 결국 이 기능에 대한 관심이 식었다. 닌텐도는 나중에 대부분의 소비자들이 DVD 재생 기능이 있는 다른 장치를 소유하고 있었고, 기술 특허 라이선스에 드는 추가 비용을 피할 수 있었다고 설명했다. 광학 드라이브 슬롯은 WiiConnect24를 통해 메시지를 받거나 디스크를 읽는 동안 파란색으로 깜박이는 등 시스템 활동을 나타내는 LED로 조명된다.
이 시스템은 저장된 데이터 및 다운로드된 콘텐츠 저장을 위한 512 MB의 내부 플래시 메모리를 포함한다. 이 저장 공간은 전면 패널 뒤에 있는 슬롯에 삽입된 SD 카드를 통해 확장할 수 있었다. 나중에 시스템 업데이트를 통해 사용자는 SD 카드에서 직접 Wii 채널을 실행하고 버추얼 콘솔 및 Wii웨어 게임을 플레이할 수 있게 되었다.
콘솔 뒷면에는 비디오 출력 및 전원 커넥터와 두 개의 USB 포트가 있다. 수직으로 놓았을 때, 상단 패널에는 네 개의 게임큐브 컨트롤러 포트와 두 개의 게임큐브 메모리 카드 슬롯이 드러난다.
출시 당시 Wii는 닌텐도의 가장 작은 가정용 콘솔이었다. 수직 방향으로 너비 44 밀리미터 (1.73 인치), 높이 157 mm (6.18 in), 깊이 215.4 mm (8.48 in)로, 시스템은 세 개의 DVD 케이스를 쌓아 놓은 것보다 약간 컸다. 이 콘솔은 수평 또는 수직으로 작동하도록 설계되었다. 수직 배치 시 안정성을 위해 포함된 스탠드는 너비 55.4 mm (2.18 in), 높이 44 mm (1.73 in), 깊이 225.6 mm (8.88 in)이다. 무게는 1.2 킬로그램 (2.65 파운드)이며, Wii는 7세대 주요 콘솔 중 가장 가벼웠다.

### Wii 리모컨

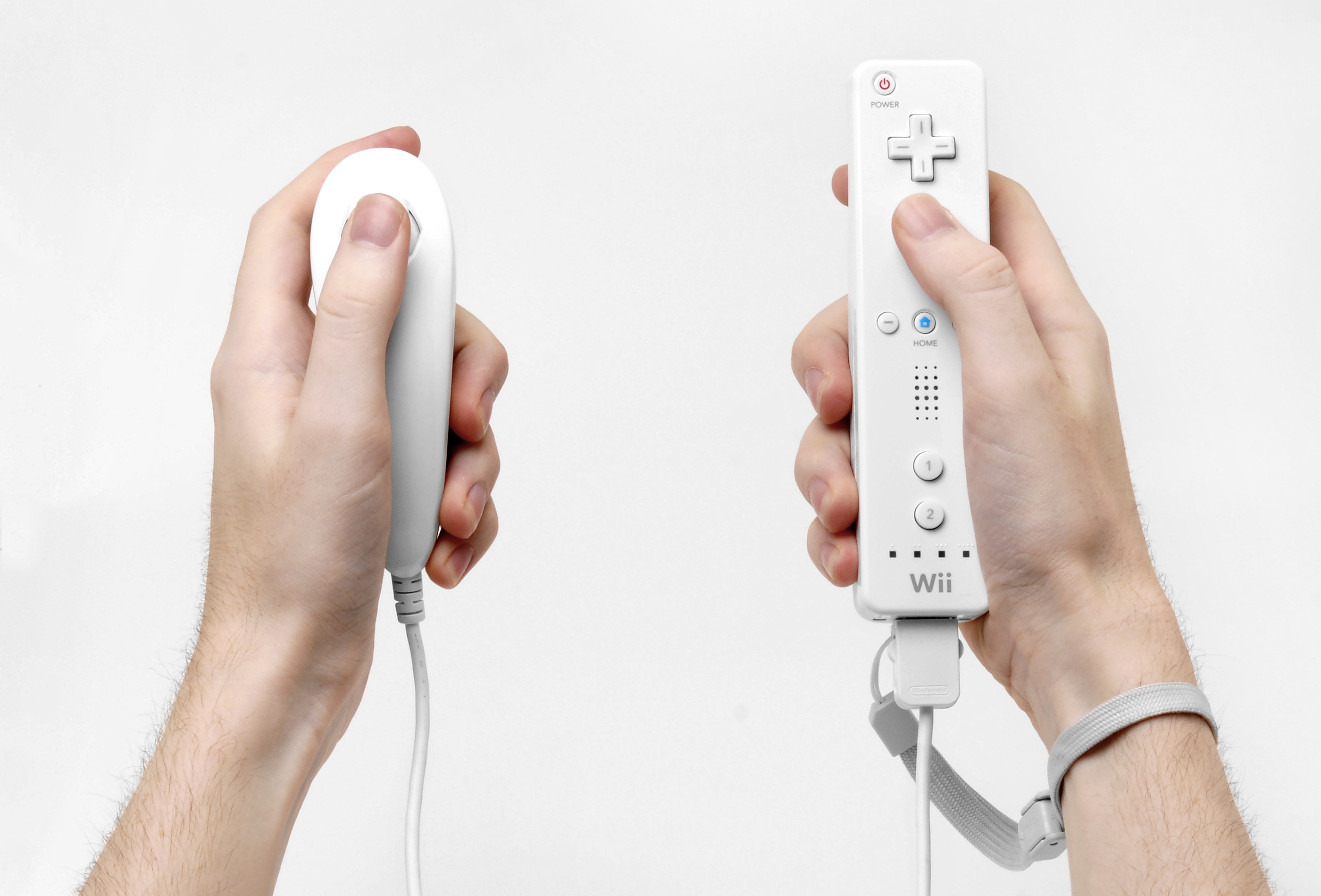
눈차크, Wii 리모컨, 손목 스트랩

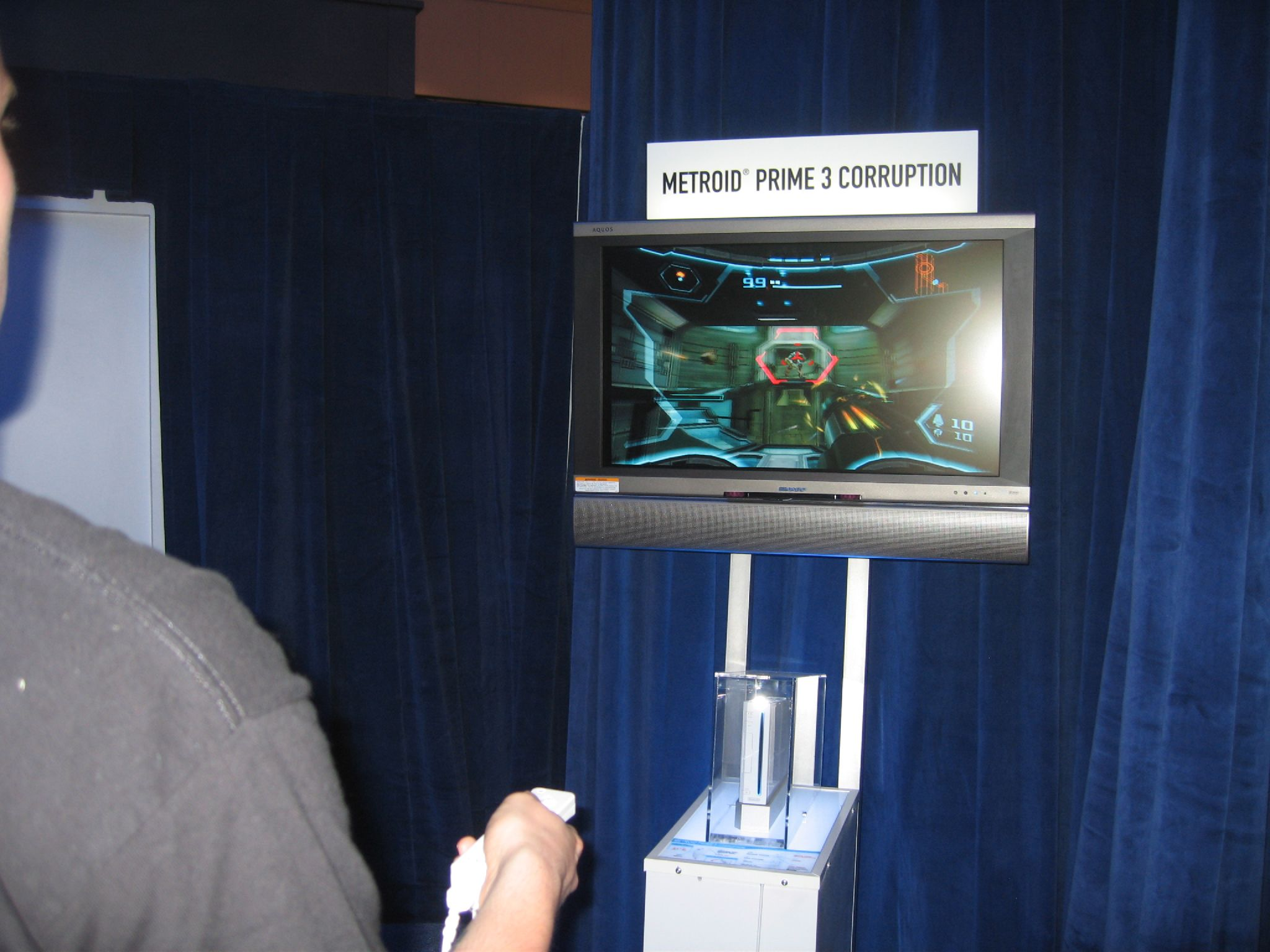
E3 2006에서 메트로이드 프라임 3: 커럽션을 플레이하는 데 사용되는 Wii 리모컨. 센서 바는 TV 화면 아래에 보인다.

Wii 리모컨은 콘솔의 주요 컨트롤러이다. 리모컨에는 MEMS 기반 3차원 가속도계와 컨트롤러의 먼 끝에 위치한 적외선 감지 센서가 포함되어 있다. 가속도계는 Wii 리모컨이 정지 위치에서 이동한 후 방향을 인식하여 해당 움직임을 게임의 제스처 인식으로 변환할 수 있도록 한다. 예를 들어, 번들 게임인 Wii 스포츠에는 플레이어가 Wii 리모컨을 들고 공을 굴리는 텐핀 볼링 게임이 포함되어 있다. Wii 리모컨은 센서 바에 대한 플레이어의 위치, 팔과 손목 회전을 고려하여 화면에서 가상 공의 속도와 스핀을 적용할 수 있다. 적외선 감지기는 텔레비전 디스플레이 위나 아래에 배치되는 포함된 센서 바의 LED에서 방출되는 빛을 추적하는 데 사용되어 화면에 대한 Wii 리모컨의 상대적 방향을 추적한다. 이를 통해 Wii 리모컨은 텔레비전 화면에서 마우스와 같은 포인팅 장치 역할을 할 수 있으며, 정확한 감지를 위한 대략적인 범위는 15 피트 (4.6 m)이다.
Wii 리모컨에는 방향 패드, 세 개의 전면 액션 버튼, 어깨 트리거, 전원 스위치를 포함한 네 개의 시스템 관련 버튼과 같은 전통적인 컨트롤러 입력 기능이 있다. Wii 리모컨은 약 30 피트 (9.1 m) 범위의 블루투스를 통해 Wii에 연결되어 센서 및 제어 정보를 콘솔 장치로 전달한다. Wii 리모컨에는 내장 스피커와 게임에 의해 트리거될 수 있는 럼블 팩이 포함되어 있어 플레이어의 손에 직접 피드백을 제공한다. 최대 4개의 Wii 리모컨이 무선으로 Wii에 연결될 수 있으며, 각 리모컨의 LED 표시등은 리모컨이 연결된 컨트롤러 번호를 나타낸다. 리모컨은 배터리로 작동하며, 리모컨이 켜져 있지 않을 때는 이 LED 표시등이 남은 배터리 잔량을 표시할 수 있다.
손목 스트랩은 Wii 리모컨에 포함되어 있으며, 한쪽 끝은 본체 하단에 고정되어 있다. 닌텐도는 Wii 리모컨이 실수로 손에서 미끄러지는 경우를 대비하여 플레이어에게 스트랩을 사용하도록 강력히 권장했다. 닌텐도는 2006년 12월에 원래 스트랩을 리콜하고 무료로 더 튼튼한 스트랩을 교체품으로 제공했으며, Wii 리모컨이 게임 중 손에서 미끄러져 집에 손상을 입었다고 보고한 사용자들의 법적 문제에 직면한 후 향후 번들에도 새 스트랩을 포함했다. 2007년 10월, 닌텐도는 또한 Wii 및 Wii 리모컨 출하에 실리콘 Wii 리모컨 재킷을 추가했으며, 기존 사용자에게는 무료 제공했다. 재킷은 리모컨의 대부분을 감싸지만 다양한 버튼과 커넥터에 대한 접근을 허용하여 사용자 그립에서 더 끈적한 표면을 제공하여 리모컨이 플레이어의 손에서 떨어질 가능성을 더욱 줄인다.
액세서리는 컨트롤러 하단의 독점 포트를 통해 Wii 리모컨에 연결할 수 있다. Wii는 번들로 제공되는 눈차크와 함께 출시되었다. 눈차크는 가속도계, 아날로그 스틱 및 두 개의 트리거 버튼이 있는 휴대용 장치로, 길이 4 피트 (1.2 m)의 케이블을 통해 Wii 리모컨의 이 포트에 연결된다. 플레이어는 지원되는 게임을 제어하기 위해 Wii 리모컨과 눈차크를 각각 다른 손에 들고 플레이한다.
Wii 모션플러스 액세서리는 Wii 리모컨 하단 포트에 연결하여 기존 센서에 자이로스코프를 추가하여 더 미세한 모션 감지를 가능하게 한다. 모션플러스 액세서리는 2009년 6월에 출시되었으며, 이 새로운 기능을 직접 지원하는 여러 신작 게임이 출시되었고, Wii 스포츠 리조트는 번들의 일부로 액세서리를 포함했다. 모션플러스 기능은 나중에 2010년 10월에 처음 출시된 Wii 리모컨 플러스라는 컨트롤러 개정판에 통합되었다. 여러 타사 컨트롤러 제조업체는 Wii 리모컨의 자체 저가 버전을 개발했지만, 일반적으로 닌텐도 제품보다 정확도가 떨어지거나 민감도가 낮았다.

### 기타 컨트롤러 및 액세서리

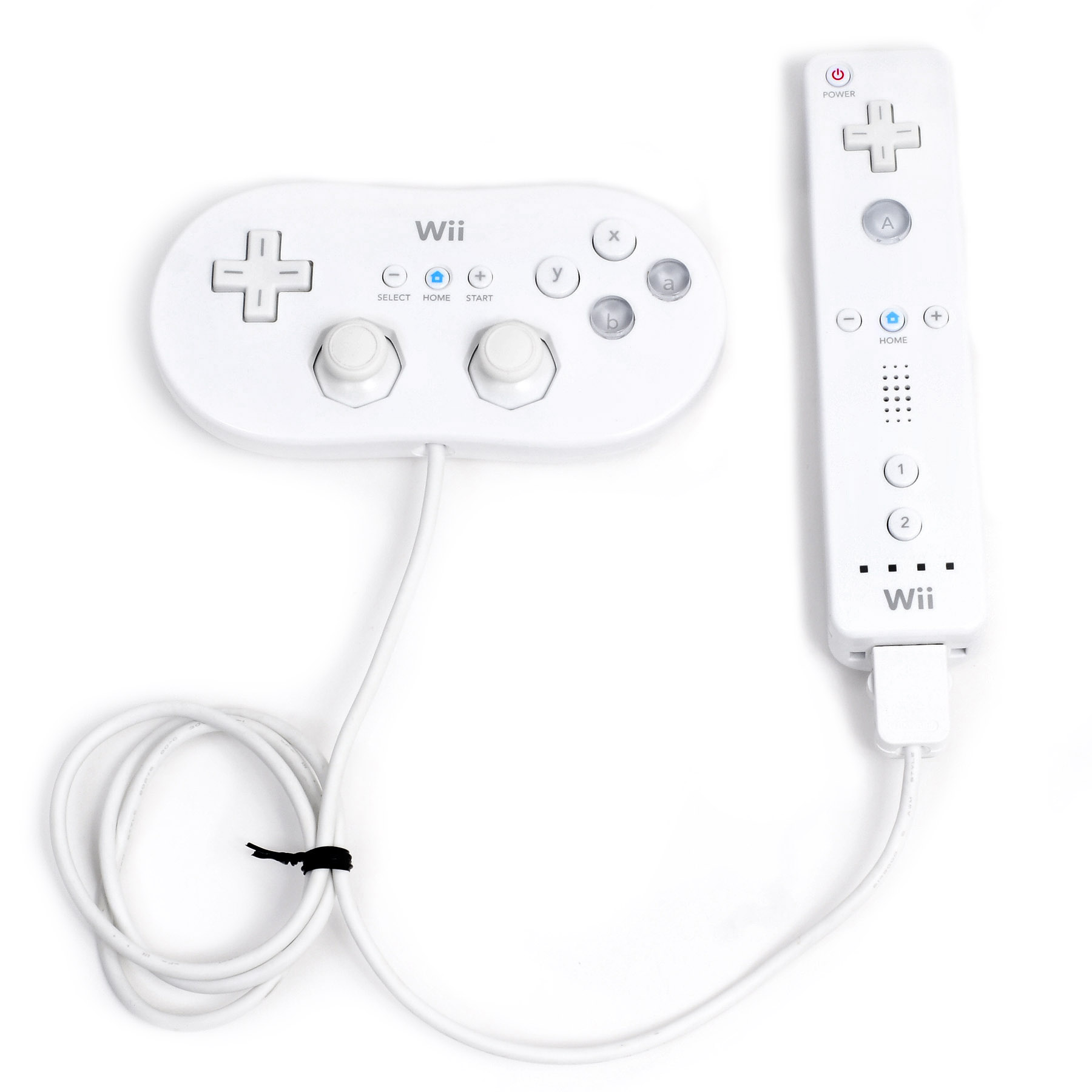
Wii 리모컨에 연결된 오리지널 클래식 컨트롤러

클래식 컨트롤러는 Wii 리모컨의 확장 장치로, 2006년 11월 Wii와 함께 출시되었다. 그 형태는 슈퍼 닌텐도 엔터테인먼트 시스템과 같은 고전적인 게임패드와 유사하며, 방향 패드, 네 개의 전면 버튼, 시작 및 선택 버튼과 Wii 연결 버튼, 두 개의 숄더 버튼을 갖추고 있다. 또한 닌텐도는 2개의 아날로그 스틱과 압력 감지 숄더 버튼과 같은 최신 컨트롤러에 있는 입력 장치를 포함했다. 플레이어는 Wii용으로 설계된 게임 외에도 버추얼 콘솔의 구형 게임과 함께 사용할 수 있다. 2009년 닌텐도는 게임큐브 및 플레이스테이션 2 컨트롤러의 형태를 모방한 Wii 클래식 컨트롤러 프로를 출시했으며, 다른 추가 기능 중에서도 컨트롤러 하단에 그립을 추가하고 숄더 버튼의 위치를 재배치했다. 그러나 게임큐브 및 오리지널 클래식 컨트롤러와 달리 클래식 컨트롤러 프로는 압력 감지 숄더 버튼이 없다.
Wii 밸런스 보드는 2007년 12월 Wii 피트와 함께 출시되었다. 이 제품은 Wii를 위한 무선 밸런스 보드 액세서리로, 사용자의 균형 중심을 측정하는 데 사용되는 여러 압력 센서를 갖추고 있다. Wii 피트는 보드에 대한 플레이어의 위치를 모니터링하는 다양한 운동 모드와 운동 게임화를 제공하여 플레이어가 매일 운동하도록 장려한다. 닌텐도의 Wii 피트 플러스에서 Wii 밸런스 보드를 사용하여 운동 범위를 확장하는 데 사용될 뿐만 아니라, 이 액세서리는 플레이어의 균형을 게임 내 제어로 변환하는 다른 타사 게임에서도 사용할 수 있다. 예를 들어 숀 화이트 스노보딩과 Skate It이 있다. 남코 반다이는 매트 컨트롤러(밸런스 보드의 더 단순하고 덜 정교한 경쟁 제품)를 생산했다.
이와타의 닌텐도 이니셔티브 중 하나는 신체적 건강을 증진하기 위해 단순히 앉아서 비디오 게임을 하는 것 이상으로 플레이어가 다른 활동을 하도록 장려하는 "삶의 질" 제품에 중점을 두었다. Wii의 모션 제어 사용은 이 부분에 기여했지만, 닌텐도는 회사가 의료 분야에 진출하기 위한 선두 주자로 건강 인식을 높이는 추가 액세서리를 개발했다. E3 2009에서 닌텐도는 더 큰 삶의 질 이니셔티브의 선두 주자로 플레이어의 맥박을 측정하는 데 사용될 "생체 활력 센서" 액세서리를 선보였지만, 이 제품은 출시되지 않았다. 2013년 Q&A에서 이와타 사토루는 생체 활력 센서가 모든 사용자에게 작동하지 않고 사용 사례가 너무 좁다는 내부 테스트 결과로 인해 보류되었다고 밝혔다. 그럼에도 불구하고 닌텐도는 이후 콘솔 및 게임에서 이와타의 삶의 질 프로그램을 계속 진행하고 있다.
Wii 리모컨을 장착하여 가속도계 및 자이로스코프 기능을 활용하는 더욱 물리적인 방식으로 사용할 수 있는 여러 퍼스트 파티 및 서드 파티 액세서리가 개발되었다. 마리오 카트 Wii의 일부 복사본에는 Wii 리모컨을 삽입할 수 있는 플라스틱 스티어링 휠 프레임인 Wii 핸들이 포함되어 있어 플레이어가 게임에서 더 효과적으로 조종할 수 있었다. 기타 히어로 3와 같은 플라스틱 악기를 사용하는 리듬 게임은 Wii 리모컨을 삽입할 수 있는 악기와 함께 제공되었다. 리모컨은 컨트롤러의 다양한 버튼에 전원을 공급하고 이를 Wii에 전달했다.

### 변형 및 번들
Wii 출시 번들에는 콘솔, 콘솔을 수직으로 놓을 수 있는 스탠드, 메인 스탠드용 플라스틱 안정장치, Wii 리모컨 1개, 리모컨용 눈차크 부착물, 센서 바 및 센서 바를 텔레비전에 장착할 수 있는 탈착식 스탠드, 외부 전원 어댑터, Wii 리모컨용 AA 배터리 2개가 포함되어 있었다. 번들에는 RCA 커넥터가 있는 컴포지트 A/V 케이블이 포함되어 있었고, 유럽과 같은 해당 지역에서는 SCART 어댑터도 포함되어 있었다. Wii 스포츠 게임 한 장은 대부분의 지역 번들에 포함되었다.
닌텐도는 출시 전에 콘솔과 Wii 리모컨을 흰색, 검은색, 은색, 연두색, 빨간색으로 선보였지만, 처음 2년 반 동안은 흰색으로만 판매되었다. 검은색 콘솔은 2009년 8월 일본에서, 2009년 11월 유럽에서, 그리고 2010년 5월 북아메리카에서 판매되었다. 빨간색 Wii 시스템 번들은 슈퍼 마리오브라더스 25주년을 기념하여 2010년 11월 11일 일본에서 판매되었다. 한정판 빨간색 Wii 번들의 유럽 버전은 2010년 10월 29일에 출시되었으며, 콘솔에 동키콩 원본 게임이 미리 설치되어 있고, 뉴 슈퍼 마리오브라더스 Wii 및 Wii 스포츠가 포함되어 있다. 빨간색 Wii 번들은 2010년 11월 7일 북아메리카에서 뉴 슈퍼 마리오브라더스 Wii 및 Wii 스포츠와 함께 출시되었다. 모든 빨간색 Wii 시스템 번들은 Wii 모션플러스 기술이 통합된 Wii 리모컨 플러스를 특징으로 한다.

### 개정판
Wii 시스템 및 부품, 액세서리의 번호 매김 체계 접두사는 암호명인 "Revolution"의 "RVL-"이다. 예를 들어 기본 Wii 콘솔의 모델 번호는 RVL-001이었다.

#### 비용 절감 모델

RVL-101 레이아웃, 원본 모델과 달리 수평으로 배치되도록 설계된 레이블이 수평으로 정렬되어 있다.

Wii의 비용 절감형 변형(모델 RVL-101)은 플랫폼 수명 말기에 출시되었으며, 원본 모델에서 발견된 게임큐브 컨트롤러 포트와 메모리 카드 슬롯이 제거되었다. 이는 이 모델이 게임큐브 컨트롤러를 지원하는 Wii 게임 외에 게임큐브 게임과도 호환되지 않음을 의미한다. 이 모델은 유럽에서 처음 판매될 때 붙여진 이름인 "Wii Family Edition"으로 자주 불린다. 또한, 수평으로 배치되도록 고안되었기 때문에 스탠드가 포함되어 있지 않다. 닌텐도는 2011년 8월에 새로운 개정판을 유럽과 미국을 포함한 특정 지역에서 단종될 원래 Wii 모델의 대체품으로 발표했다. 새로운 유닛은 번들로 $149.99에 판매되었으며, 이는 2009년 9월에 설정된 Wii의 당시 소비자 가격인 $199.99보다 더 낮아진 가격이다.
이 콘솔은 2011년 10월 23일 북아메리카에서 검은색으로 처음 출시되었으며, 검은색 Wii 리모컨 플러스와 눈차크, 그리고 뉴 슈퍼 마리오브라더스 Wii 및 슈퍼 마리오 갤럭시의 한정판 사운드트랙이 번들로 제공되었다. 2011년 11월 4일 유럽에서 흰색으로 출시되었으며, 흰색 Wii 리모컨 플러스와 눈차크, Wii Party 및 Wii 스포츠가 번들로 제공되었다. 세가와의 협력으로 2011년 11월 18일 유럽에서 개정된 Wii 모델의 파란색 버전과 Wii 리모컨 플러스 및 눈차크, 그리고 마리오와 소닉 런던 올림픽이 포함된 특별 번들이 출시되었다. 닌텐도는 나중에 북아메리카 번들을 수정하여 이전 번들 게임과 사운드트랙을 Wii 스포츠 듀올로지로 대체했다. 새로운 번들은 2012년 10월 28일에 출시되었다.

#### Wii 미니

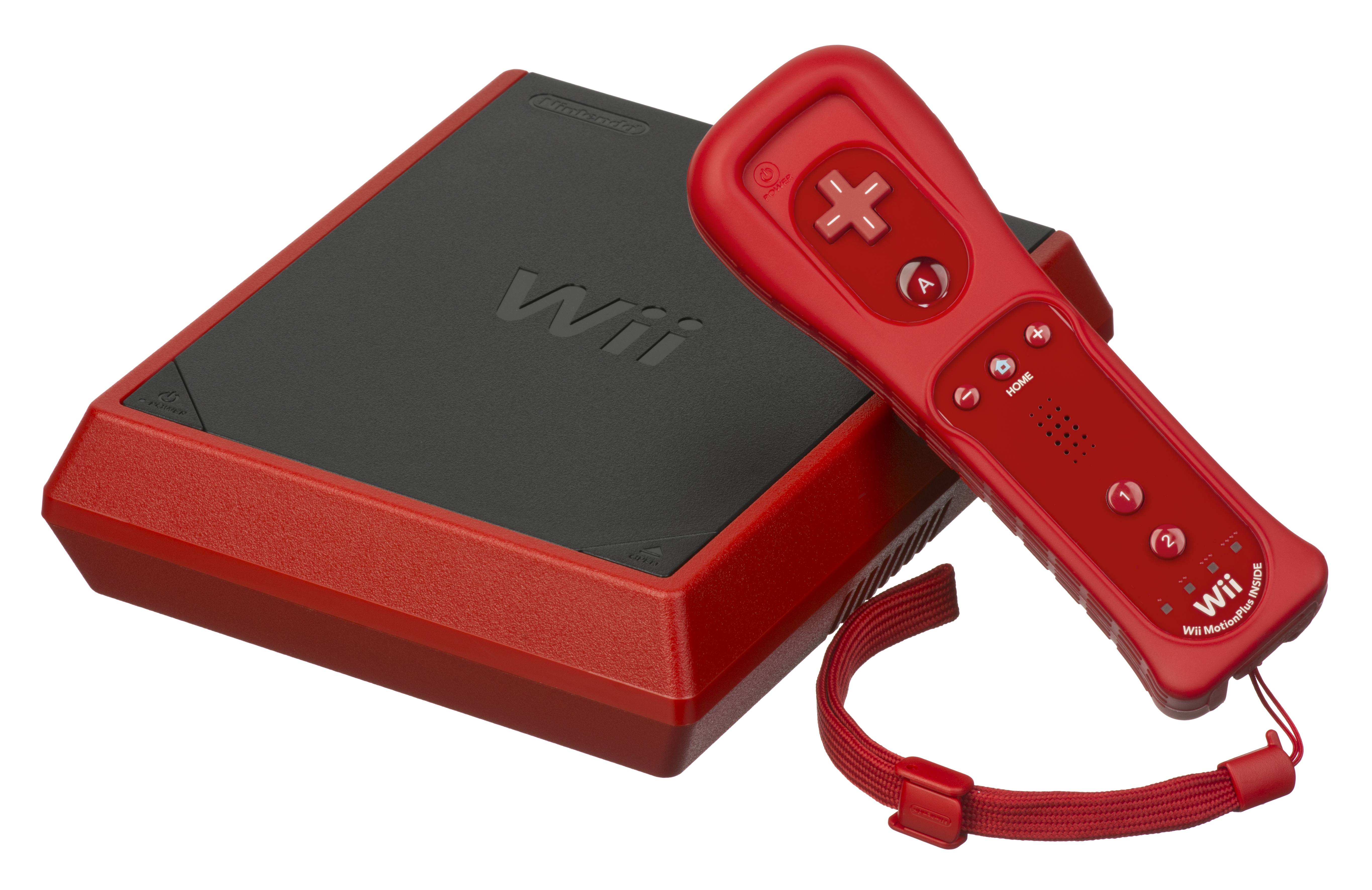
Wii 리모컨과 Wii 미니

Wii 미니(모델 RVL-201)는 상단 로딩 디스크 드라이브를 갖춘 더 작고 재설계된 Wii이다. 게임큐브 지원이 없는 것 외에도, Wii 미니는 Wi-Fi 지원 및 온라인 연결이 제거되었으며, SD 카드 슬롯도 제거되었다. 또한 480p 및 컴포넌트 비디오 출력을 지원하지 않는다. 닌텐도 캐나다의 매트 라이언에 따르면, 이들은 콘솔 가격을 더 낮추기 위해 이러한 기능을 제거하여 아직 Wii를 구입하지 않았거나 다른 위치에 두 번째 Wii를 원하는 소비자들을 위한 옵션으로 만들었다고 한다. 라이언은 온라인 기능을 제거하면 일부 게임을 플레이할 수 없게 되지만, 대부분의 Wii 게임은 온라인 기능 없이도 플레이할 수 있다고 밝혔다. Wii 미니는 무광 검정색에 빨간색 테두리가 있으며, 빨간색 Wii 리모컨 플러스와 눈차크를 포함한다. 라이언에 따르면, 빨간색은 캐나다에 대한 독점 출시 계획을 나타낸다고 한다. 컴포지트 A/V 케이블, 유선 센서 바, 전원 어댑터도 포함된다.
Wii 미니는 2012년 12월 7일 캐나다에서 독점적으로 CA$99.99의 MSRP로 처음 출시되었다. 이후 2013년 3월 22일 유럽에서, 2013년 11월 17일 미국에서 출시되었다. 캐나다 및 유럽 출시에는 게임이 포함되지 않았지만, 미국에서는 모든 출시 번들에 마리오 카트 Wii가 포함되었다. 닌텐도는 여러 베스트셀러 및 비평가들의 찬사를 받은 Wii 게임을 닌텐도 셀렉트 레이블에 추가하고 Wii 미니 출시와 함께 판매했다. Wii 미니는 캐나다, 유럽, 미국 이외의 국가에서는 출시되지 않았다.

## 소프트웨어
콘솔은 하드웨어 및 펌웨어 구성 요소에서 사용할 수 있는 많은 내부 기능을 가지고 있다. 하드웨어는 확장 가능성(확장 포트를 통해)을 허용하며, 펌웨어(및 일부 소프트웨어)는 WiiConnect24 서비스를 통해 주기적인 업데이트를 받을 수 있다.

### Wii 채널
Wii의 주요 사용자 인터페이스인 Wii 채널의 개발은 닌텐도의 통합 연구 개발 부서의 타카시 아오야마가 주도했다. "콘솔 기능 구현 프로젝트"라는 이름의 이 프로젝트는 Wii 인터페이스가 저전력 모드에서 하루 종일 실행될 때 어떤 흥미로운 것을 보여줄 수 있을지 알아내는 것이었다. 지속적으로 업데이트되는 날씨 및 뉴스 보고서가 테스트 결과 논리적으로 타당하다는 것이 밝혀졌고, 이는 마치 전자 상점에서 여러 텔레비전이 각각 다른 텔레비전 채널로 설정되어 있는 것처럼 이러한 정보를 제시하는 "채널" 개념으로 이어졌다. 사용자는 어떤 채널 창으로든 이동하여 게임이나 애플리케이션을 실행하거나 표시되는 더 많은 정보를 얻을 수 있었다. 예를 들어, 날씨 채널은 지역의 기온과 단기 일기 예보를 간략하게 표시하고, 채널을 클릭하면 사용자가 Wii 리모컨으로 조작하여 지구 전체의 실시간 날씨를 탐색할 수 있는 대화형 지구가 나타났다.
Wii는 6개의 채널과 함께 출시되었다: 광학 디스크에서 Wii 및 게임큐브 게임을 실행하는 데 사용되는 디스크 채널; Mii 아바타를 만드는 Mii 채널; SD 카드에 저장된 사진을 보고 편집하는 데 사용할 수 있는 사진 채널; 새로운 게임 및 애플리케이션을 구매하는 Wii 쇼핑 채널; 날씨 채널 및 뉴스 채널. Wii와 함께 제공되는 기본 채널 외에도 시스템 업데이트, Wii 쇼핑 채널에서 다운로드한 애플리케이션 또는 게임 자체를 통해 새로운 채널을 추가할 수 있었다. 출시 직후, 닌텐도가 만든 다른 무료 채널이 사용자에게 제공되었다. 여기에는 USB 키보드 입력 및 어도비 플래시 플레이어를 지원하는 Wii용으로 수정된 Opera 웹 브라우저인 인터넷 채널이 포함되었다.
Wii 채널의 음악은 비디오 게임 작곡가 도타카 가즈미가 작곡했다.

### Mii
Wii는 플레이어가 직접 만든 아바타인 Mii를 도입했으며, 이는 Wii U, 닌텐도 3DS 제품군, 그리고 덜하지만 닌텐도 스위치에서도 계속 사용되었다. Wii 콘솔의 각 플레이어는 Mii 채널을 통해 자신만의 Mii를 만들어 Wii 스포츠 및 Mii 채널과 같은 일부 시스템 소프트웨어에서 사용하도록 권장되었다. 예를 들어, 플레이어는 Wii 스포츠에서 자신의 Mii를 선택하여 게임 내 아바타를 만들 수 있었다. Mii는 Mii 채널을 통해 다른 플레이어와 공유할 수 있었다.

### 닌텐도 DS 연결
Wii 시스템은 추가 액세서리 없이 닌텐도 DS와 무선으로 연결할 수 있다. 이 연결을 통해 플레이어는 닌텐도 DS의 마이크와 터치스크린을 Wii 게임의 입력 장치로 사용할 수 있다. 닌텐도 DS-Wii 연결을 활용한 첫 번째 게임은 포켓몬 배틀 레볼루션이다. 포켓몬스터 다이아몬드 또는 펄 닌텐도 DS 게임을 가진 플레이어는 닌텐도 DS를 컨트롤러로 사용하여 전투를 플레이할 수 있다. 닌텐도 DS와 Wii 모두에서 출시된 파이널 판타지 크리스탈 크로니클: 시간의 메아리는 두 게임이 동시에 진행될 수 있는 연결 기능을 제공한다. 닌텐도는 나중에 닌텐도 채널을 출시했으며, 이는 Wii 소유자가 마리오 카트 DS와 같은 인기 게임의 게임 데모나 추가 데이터를 닌텐도 DS로 다운로드할 수 있도록 하여 DS 다운로드 스테이션과 유사한 프로세스를 제공한다. 콘솔은 닌텐도 DS 게임도 확장할 수 있다.

### 온라인 연결
Wii 콘솔은 내장 802.11b/g Wi-Fi 또는 USB-이더넷 어댑터를 통해 인터넷에 연결된다. 두 방법 모두 플레이어가 닌텐도 Wi-Fi 커넥션 서비스에 접속할 수 있게 한다. 이 서비스는 콘솔을 위한 여러 기능을 가지고 있는데, 버추얼 콘솔, WiiConnect24, 인터넷 채널, 날씨 채널, 모두의 투표 채널, 뉴스 채널 및 모두의 Mii 채널이 그것이다. Wii는 또한 자체 생성된 무선 LAN을 통해 다른 Wii 시스템과 통신(및 연결)할 수 있어, 다른 텔레비전 세트에서 로컬 무선 멀티플레이를 가능하게 한다. 배틀리언 워즈 2는 두 대(또는 그 이상)의 텔레비전 간 분할 화면이 아닌 멀티플레이를 위해 이 기능을 처음 시연했다.

### 서드파티 애플리케이션
서드파티 미디어 앱은 Wii의 온라인 채널에 추가되었으며, 일반적으로 무료 다운로드로 제공되지만 유료 서비스의 경우 구독자 로그인이 필요했다. 이 중 일부는 2009년 11월 BBC iPlayer, 2010년 11월 넷플릭스, 2012년 2월 훌루, 2012년 12월 유튜브, 2013년 1월 아마존 프라임 비디오, 그리고 2015년 10월 크런치롤이 포함되었다. 2017년 6월, 유튜브는 Wii 채널 지원을 중단했다. 2019년 1월, 닌텐도는 Wii의 모든 스트리밍 서비스 지원을 종료했다.

### 자녀 보호 기능
이 콘솔에는 자녀 보호 기능이 있어, 어린 사용자가 연령대에 부적합한 콘텐츠가 있는 게임을 플레이하는 것을 금지할 수 있다. Wii 또는 버추얼 콘솔 게임을 플레이하려고 시도할 때, 게임 데이터에 인코딩된 콘텐츠 등급을 읽어온다. 만약 이 등급이 시스템에 설정된 연령 수준보다 높으면, 비밀번호 없이는 게임이 로드되지 않는다. 자녀 보호 기능은 인터넷 접근도 제한할 수 있으며, 이는 인터넷 채널 및 시스템 업데이트 기능을 차단한다. 콘솔이 게임큐브 게임 디스크를 플레이할 때 게임큐브 기능으로 제한되기 때문에, 게임큐브 소프트웨어는 Wii 자녀 보호 설정의 영향을 받지 않는다.
Wii는 또한 시스템 내 모든 게임이나 앱의 플레이 시간을 기록하는 시스템을 포함한다. 닌텐도는 각 사용자가 자신을 식별하도록 요구하는 프로필 시스템을 사용하지 않기로 결정했지만, 누적 플레이 시간 추적 시스템은 지우거나 변경할 수 없도록 유지하여 부모가 자녀의 Wii 사용을 검토할 수 있는 수단을 제공했다.

## 게임

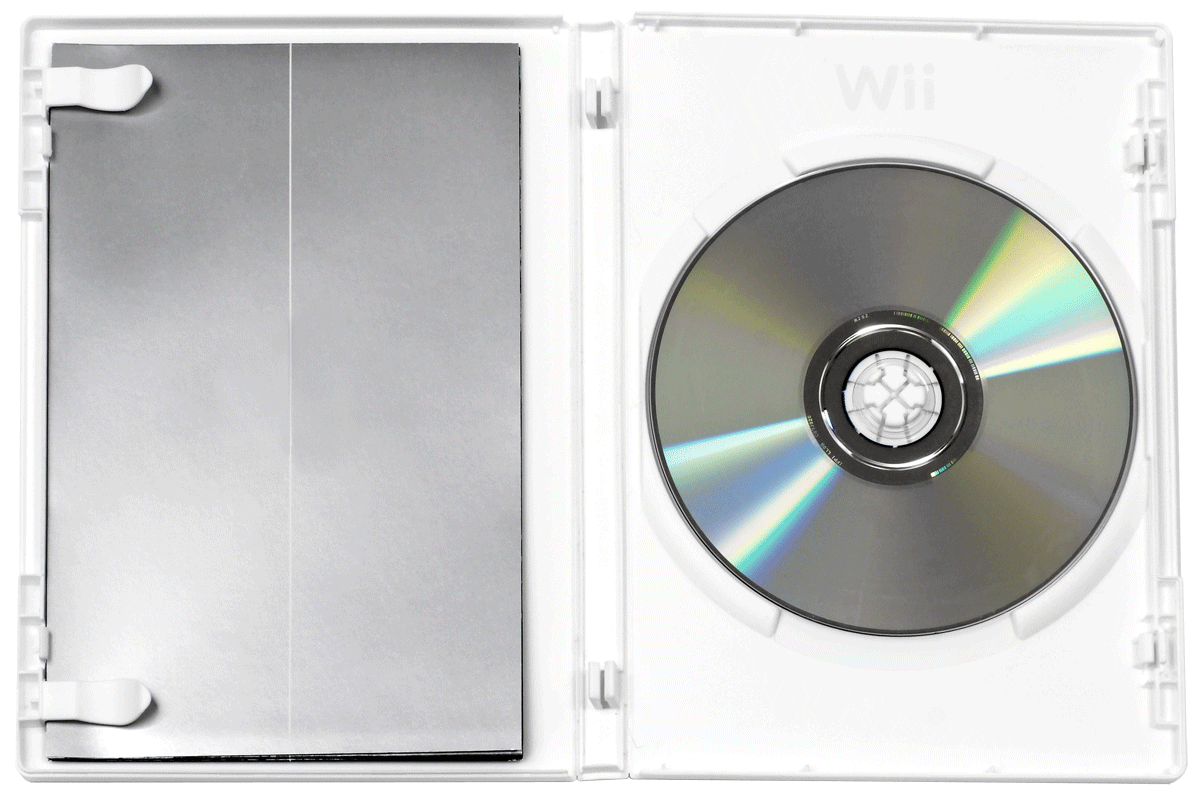
케이스에 담긴 Wii 광학 디스크

게임의 소매 복사본은 독점적인 DVD 유형의 Wii 광학 디스크로 제공되며, 지침이 포함된 keep case에 포장된다. 유럽에서는 종이 슬리브 삽입면 하단 모서리에 삼각형이 있으며, 이는 게임의 대상 지역과 포함된 설명서 언어를 식별하는 색상 코드이다. 콘솔은 지역 잠금을 지원한다. 한 지역에서 사용할 수 있는 소프트웨어는 해당 지역의 하드웨어에서만 플레이할 수 있다.
북미와 남미에서 출시 예정이었던 게임은 21개였으며, 2006년 후반에 출시될 게임은 12개 더 발표되었다. 모든 지역에서 시스템 출시 게임 중에는 일본과 대한민국을 제외한 모든 Wii 패키지에 번들로 제공된 Wii 스포츠, 젤다의 전설 황혼의 공주, 세가의 슈퍼 몽키 볼: 바나나 블리츠, 그리고 유비소프트의 레드 스틸이 있었다. 메트로이드 프라임 3: 커럽션은 Wii 출시 게임으로 예정되어 있었지만, Wii 출시 몇 달 전에 2007년으로 연기되었다. 닌텐도는 또한 슈퍼 스매시브라더스 X를 출시 게임으로 출시할 계획이었지만, 감독인 사쿠라이 마시히로는 Wii의 모션 컨트롤에 포맷을 적용하는 데 문제가 있었다고 밝혔다.
새로운 Wii 게임에는 젤다의 전설, 슈퍼 마리오, 포켓몬스터, 메트로이드와 같은 닌텐도의 대표적인 프랜차이즈 게임이 포함되었다. 닌텐도는 유비소프트, 세가, 스퀘어 에닉스, 액티비전 블리자드, 일렉트로닉 아츠, 캡콤과 같은 회사로부터 서드파티 지원을 받았으며, 플레이스테이션 3나 엑스박스 360보다 Wii용으로 더 많은 게임이 개발되었다. 닌텐도는 또한 Wii의 모션 컨트롤을 활용하도록 업데이트된 퍼스트 파티 게임큐브 게임의 향상된 이식판인 뉴 플레이 컨트롤! 라인을 출시했다.

### 하위 호환성

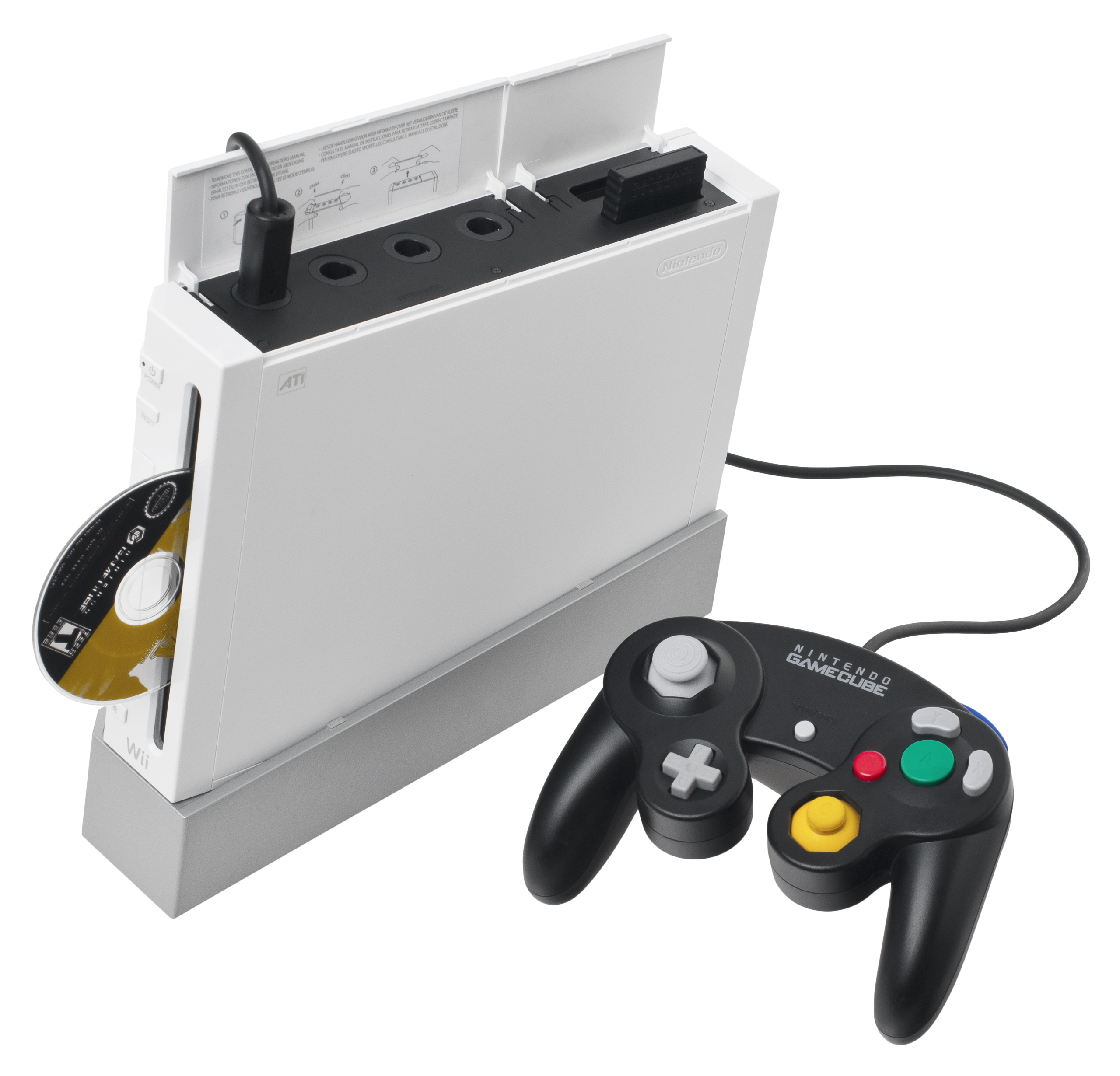
Wii의 첫 번째 모델에는 게임큐브 메모리 카드 및 컨트롤러 슬롯이 있어 하위 호환성을 제공한다.

초기 출시된 Wii 콘솔은 모든 게임큐브 소프트웨어, 메모리 카드, 컨트롤러와 하위 호환되지만, 대한민국 Wii 콘솔은 하위 호환되지 않는다. 하위 호환 모드의 Wii 콘솔은 게임큐브 기능으로 제한되며, 게임큐브 게임을 플레이하려면 게임큐브 컨트롤러와 게임큐브 메모리 카드가 필요하다. Wii에는 확장 포트가 없기 때문에 게임큐브 광대역 어댑터 및 모뎀 어댑터 및 게임보이 플레이어와 같은 확장 포트를 사용하는 장치는 작동하지 않는다. 개정된 Wii 모델과 Wii 미니는 게임큐브 하위 호환 기능을 제공하지 않는다.

### 버추얼 콘솔
버추얼 콘솔 서비스는 Wii 소유자가 닌텐도의 이전 콘솔용으로 출시된 게임, 즉 패밀리컴퓨터, 슈퍼 패미컴, 닌텐도 64 게임을 플레이할 수 있도록 했다. 나중에 업데이트에는 세가 제네시스/메가 드라이브 및 세가 마크 III/마스터 시스템, NEC 터보그래픽스-16/PC 엔진, SNK 네오지오, 코모도어 64 컴퓨터, MSX 컴퓨터 (일본에서만), 그리고 버추얼 콘솔 아케이드를 통한 다양한 아케이드 게임을 포함한 타사 콘솔 및 컴퓨터 게임이 포함되었다. 버추얼 콘솔 게임은 Wii 쇼핑 채널을 통해 광대역 인터넷으로 배포되었으며, Wii 내부 플래시 메모리 또는 이동식 SD 카드에 저장되었다. 다운로드된 버추얼 콘솔 게임은 Wii 채널에서 개별 채널로 또는 SD 카드 메뉴를 통해 SD 카드에서 접근할 수 있었다.

### Wii웨어
Wii웨어는 Wii에서 닌텐도의 디지털 배급 진출로, 기존 엑스박스 라이브 아케이드 및 플레이스테이션 네트워크와 비교할 수 있다. 이 서비스는 플레이어가 Wii 쇼핑 채널을 통해 게임을 디지털 방식으로 구매하고 콘솔에 다운로드하여 직접 실행할 수 있도록 했다. 이러한 배급 형태를 촉진하는 것 외에도 Wii웨어는 소규모 독립 게임 개발자를 지원하여 이 팀이 소매 생산 및 배급 채널을 거치지 않고도 Wii 게임을 생산하는 데 드는 비용을 절감할 수 있도록 하는 것을 목표로 했다. Wii웨어 채널은 2008년 3월 25일에 출시되었으며, Wii U의 수명 동안에도 활발하게 운영되었지만 2019년 Wii 쇼핑 채널이 단종되면서 함께 종료되었다.

## 평가

### 비평
이 시스템은 E3 2006에서 전시된 후 좋은 반응을 얻었으며, Game Critics Awards에서 Best of Show 및 Best Hardware 상을 수상했다. 12월에는 파퓰러 사이언스가 이 콘솔을 가정용 엔터테인먼트 부문 그랜드 어워드 수상작으로 선정했다. 이 게임은 여러 상을 수상했으며, 이 콘솔은 스파이크 TV의 비디오 게임 어워드, 골든 조이스틱 어워드에서 골든 조이스틱, 그리고 텔레비전 예술과학 아카데미에서 게임 컨트롤러 혁신 부문 에미상을 수상했다. IGN과 가디언은 Wii를 25개 중 10번째로 위대한 비디오 게임 콘솔로 선정했으며, 게임스팟은 "베스트 앤 워스트 2006" 어워드에서 이 콘솔을 최고의 하드웨어로 선정했다.
Wii는 간단하면서도 반응성이 뛰어난 컨트롤과 더 넓은 관객에게 어필하는 단순성으로 칭찬받았다. 테크 레이더의 댄 그랩햄은 "할아버지 할머니도 빠르게 익힐 수 있다"며 간단한 메커니즘을 즐겼지만, 게임큐브에서 이어진 깊이 있는 콘텐츠도 즐거워했다. CNET은 "간단한" 설치와 쉽게 탐색할 수 있는 홈 화면을 비유했다. 윌 라이트는 Wii를 "내가 본 유일한 차세대 시스템"이라고 부르며, PS3와 엑스박스 360은 단순히 "점진적인 개선"을 이룬 후속작에 불과하다고 보았다. 그는 Wii가 그래픽만 개선한 것이 아니라 "완전히 다른 인구 통계에 도달한다"는 점을 칭찬했다. 평론가들은 컴팩트한 디자인을 좋아했으며, 아르스 테크니카는 이를 애플 제품과 비교했다.
Wii 출시 2년 후인 2008년에, 닌텐도는 시스템의 몇 가지 한계와 문제점(예: 시스템이 주로 "캐주얼" 사용자에게 맞춰졌다는 인식과 하드코어 게이머들 사이에서 인기가 없었다는 점)을 인정했다. 미야모토는 Wii의 고선명 비디오 출력 미지원과 제한된 네트워크 인프라가 시스템이 경쟁 시스템인 엑스박스 360 및 플레이스테이션 3와 별개로 간주되는 데 기여했다고 인정했다. 미야모토는 원래 Wii에 HD 그래픽을 포함하지 않기로 한 닌텐도의 결정을 옹호하며, 당시 가정에 HD TV가 "아직 그렇게 많지 않았다"고 말했다. "물론 5년 후에는 닌텐도가 HD 시스템을 만드는 것이 거의 당연하게 여겨지겠지만, 지금은 전 세계적으로 지배적인 TV 세트는 비HD 세트이다." 2013년, 미야모토는 일본 비디오 게임 웹사이트 4Gamer와의 인터뷰에서 "Wii의 경우에도 시스템 비용이 아무리 많이 들더라도 처음부터 HD였다면 좋았을 것"이라고 말했다.
동시에, Wii 리모컨과 Wii 하드웨어 사양에 대한 비판이 제기되었다. 전 게임스팟 편집장이자 Giantbomb.com 설립자인 제프 거스트만은 컨트롤러의 스피커가 저품질 사운드를 생성한다고 언급했으며, Factor 5 공동 설립자 줄리안 에그브레흐트는 콘솔의 오디오 기능과 그래픽이 열등하다고 밝혔다. 영국 기반 개발사인 프리 래디컬 디자인은 Wii 하드웨어가 다른 7세대 콘솔용으로 출시 예정인 소프트웨어를 실행하기에 필요한 전력이 부족하다고 밝혔다. Wii의 온라인 연결도 비판받았다. IGN의 맷 카사마시나는 이를 닌텐도 DS용으로 제공되는 "전혀 직관적이지 않은" 서비스에 비유했다.
Wii 미니는 Wii 리모컨, 눈차크, 마리오 카트 Wii 복사본이 번들로 제공된다는 점을 고려할 때 저렴하다는 칭찬을 받았지만, 원본 콘솔에 비해 열등하다고 평가되었다. 비평가들은 온라인 플레이 및 게임큐브 게임과의 하위 호환성 부족에 실망했으며, 하드웨어가 여전히 Wii 크기의 절반 정도여서 상당히 크다고 보았다. 유로게이머의 리처드 리드베터(Richard Leadbetter)는 Wii 미니가 "밝은 빨간색 플라스틱이 기존 모델의 중성적인 검은색과 흰색 케이싱보다 훨씬 더 눈에 띄게 만든다"고 믿었기 때문에 "거실 친화적"이지 않다고 생각했다. 그는 전반적인 디자인이 거칠고 내구성에 중점을 두어 제작된 것 같다고 말했다. 닌텐도 라이프 평론가 데미안 맥퍼란(Damien McFerran)은 Wii 미니의 가벼운 디자인이 껍질 내부의 빈 공간 때문에 "약간 더 싸고 덜 신뢰할 수 있다"고 말했다. CNET은 디스크 삽입용으로 "값싼 느낌"이 나는 팝업식 뚜껑을 비판했다.

### 서드파티 개발
Wii의 성공은 하드웨어의 명확한 한계로 인해 서드파티 개발자들을 놀라게 했다. 이는 그들의 초기 게임의 품질에 대한 사과로 이어졌다. 슈피겔과의 인터뷰에서 유비소프트의 이브 길모트와 알랭 코레는 출시 게임을 서둘러 내놓는 실수를 저질렀음을 인정하고 향후 프로젝트를 더 진지하게 다루겠다고 약속했다. Frontline Studios의 임원은 주요 퍼블리셔들이 서드파티 회사들이 소비자들에게 강력하게 지원되지 않는다는 인식 때문에 Wii 독점 게임 출시를 꺼려했다고 밝혔다. 1UP.com 편집자 제레미 패리시(Jeremy Parish)는 닌텐도가 2007년에 자신에게 가장 큰 실망이었다고 말했다. 그는 저품질 서드파티 지원에 대해 언급하며, 콘텐츠가 이전작보다 더 나빴고 "헐값 쓰레기"가 되었다고 밝혔다.
또한, 서드파티 지원 부족은 닌텐도가 출시한 퍼스트파티 게임이 너무 성공적이어서 개발자들이 경쟁에 어려움을 겪고 있다는 사실에서 비롯되었다. 코드마스터즈의 CEO 로드 쿠센스와 같은 게임 개발자들은 Wii의 판매 부진으로 어려움을 겪고 있었다. 일본 신문인 니케이 비즈니스 데일리는 일부 회사들이 Wii가 결국 인기가 시들해질 일시적인 유행이라고 생각하여 콘솔용 게임 제작을 시작하거나 계속하는 것을 너무 망설이고 있다고 주장했다. 닌텐도는 이러한 상황이 발생한 이유가 "Wii의 특수성을 누구보다 잘 알고 있기 때문"이며, 출시 훨씬 전부터 콘솔용 게임을 개발하기 시작하여 유리한 출발을 할 수 있었다고 생각했다.
2010년 판매 부진으로 인해 개발자들은 대안을 찾기 시작했다. 캡콤은 Wii에서 돈을 벌기 어렵다는 점을 인지하고, 더 적은 수의 게임을 만들되 품질을 높이는 방향으로 콘텐츠를 전환했다. 소니에 따르면, 원래 Wii용 게임을 만들던 많은 서드파티 개발자들이 플레이스테이션 3와 엑스박스 360에 더 많은 관심을 기울이기 시작했다.

### 판매
Millions of unitsDate0204060801001202006. 12. 31.2010. 6. 30.2013. 12. 31.JapanNorth AmericaOtherTotalGlobal Wii sales (cumulative)
원본 데이터
Wii에 대한 초기 소비자 반응은 긍정적이었으며, 평론가들은 출시가 성공적이었다고 평가했다. 2006년 11월 Wii의 출시는 닌텐도가 아메리카 지역에서 출시한 콘솔 중 가장 큰 규모로 간주되었다. 일본, 유럽, 호주에서 판매되었다. 이 콘솔은 출시 기간 동안 여러 지역에서 플레이스테이션 3와 엑스박스 360의 합산 판매량을 넘어섰다. Wii는 첫 해 동안 계속해서 물량 부족을 겪었다. 회사는 2006년 말까지 이미 전 세계적으로 거의 320만 대를 출하했으며, 2007년까지 생산량을 1,750만 대로 늘리려고 노력했지만, 그 해 동안 Wii 부족 현상이 있을 것이라고 소비자들에게 경고했다. Wii 판매량은 2007년 9월까지 엑스박스 360 판매량을 넘어섰다. 추가 수요를 충족시키기 위해 닌텐도는 2008년에 Wii 생산량을 월 160만 대에서 약 240만 대로 늘려 콘솔에 대한 지속적인 수요를 충족시킬 계획이었다.
2009년 3월 게임 개발자 회의에서 이와타는 Wii가 5천만 대의 판매를 달성했다고 보고했다. 닌텐도는 2009년 9월에 콘솔의 첫 번째 가격 인하를 발표했으며, MSRP를 $249.99에서 $199.99로 내렸다. 이 가격 인하는 소니와 마이크로소프트가 플레이스테이션 3와 엑스박스 360 콘솔에 대한 비슷한 가격 인하를 발표한 지 며칠 만에 이루어졌다. 닌텐도는 가격 인하가 비디오 게임 콘솔 구매를 망설이는 더 많은 소비자를 유치하기 위한 예상이라고 밝혔다. Wii는 2009년 닌텐도에서 생산된 가정용 비디오 게임 콘솔 중 가장 많이 팔렸으며, 판매량은 6,700만 대를 넘어섰다.
2010년, Wii의 판매량은 전년 대비 21% 감소하기 시작했다. 판매량 감소는 플레이스테이션 3 및 엑스박스 360 시스템에 플레이스테이션 무브 및 키넥트 모션 컨트롤 시스템이 도입된 것과 Wii 시스템의 유행이 시들해진 것의 복합적인 영향으로 간주되었다. Wii 판매량은 2011년에도 계속 약화되었는데, 이는 콘솔에 대한 서드파티 지원이 줄어들면서 발생했다. 주요 퍼블리셔들은 성능이 떨어지고 비표준 개발 도구를 사용하는 Wii를 외면하고, 대신 플레이스테이션 3, 엑스박스 360 및 개인용 컴퓨터용 게임에 집중했다. 퍼블리셔들은 또한 가까운 미래에 더 강력한 Wii U에 대한 약속 때문에 Wii에서 멀어졌다. Wii 판매량은 2012년에도 계속 감소하여 전년 대비 절반으로 떨어졌다. 2012년 12월 7일 캐나다에서 출시된 Wii 미니는 2013년 1월 31일까지 35,700대가 판매되었다.
Wii는 2013년 2분기에 전 세계적으로 1억 대 이상 판매되었다. 닌텐도의 마지막 보고 데이터인 2016년 3월 31일 기준으로 Wii의 총 판매량은 전 세계적으로 1억 163만 대였다. 북아메리카에서 최소 4,800만 대, 일본에서 1,200만 대, 기타 모든 지역에서 4,000만 대가 판매되었다. 2020년 기준 기준으로, Wii는 역대 5번째로 많이 팔린 가정용 콘솔이며, 오리지널 플레이스테이션 (1억 240만 대), 플레이스테이션 4 (1억 1,720만 대), 닌텐도 스위치 (1억 2,562만 대), 플레이스테이션 2 (1억 5,900만 대)에 이어 순위를 차지했다. 2023년 기준 기준으로, Wii는 닌텐도의 가정용 콘솔 중 두 번째로 많이 팔린 콘솔로, 2021년 후반에 1억 4,342만 대를 기록한 닌텐도 스위치에게 판매량에서 추월당했다.
2021년 9월 30일 기준 기준으로, 9개의 Wii 게임이 전 세계적으로 천만 대 이상 판매되었는데, 이는 Wii 스포츠(번들 포함 8,290만 대), 마리오 카트 Wii(3,738만 대), Wii 스포츠 리조트(3,314만 대), 뉴 슈퍼 마리오브라더스 Wii(3,032만 대), Wii 플레이(2,802만 대), Wii 피트(2,267만 대), Wii 피트 플러스(2,113만 대), 대난투 스매시브라더스 X(1,332만 대), 슈퍼 마리오 Wii 갤럭시 어드벤처(1,280만 대)를 포함한다. 2022년 6월 30일까지 총 9억 2,185만 개의 Wii 게임이 판매되었다. Wii 스포츠의 인기는 콘솔 성공의 한 부분으로 간주되었으며, Wii의 킬러 애플리케이션이 되어 일반적으로 비디오 게임을 하지 않는 사람들을 시스템으로 끌어들였다.

### 법적 문제
Wii와 Wii 리모컨으로 인한 여러 법적 문제가 발생했다. 이 중 다수는 Wii 리모컨이 자신들의 특허를 침해했다고 주장하는 회사들의 특허 관련 소송이었다. 대부분은 기각되거나 법정 밖에서 합의되었다. 한 가지 소송은 iLife Technologies Inc.가 2013년에 Wii 리모컨의 모션 감지 기술에 대해 특허 침해로 닌텐도를 고소한 것이었다. iLife는 2017년에 닌텐도를 상대로 US$10.1 million의 판결을 처음으로 얻어냈다. 이 사건은 2020년에 기각되었는데, 항소법원이 iLife의 특허가 닌텐도가 개발한 특정 모션 감지 기술을 포괄하기에는 너무 광범위하다고 판결했기 때문이다.
Wii 리모컨의 비효율적인 손목 스트랩이 플레이어의 손에서 미끄러져 TV 화면이나 창문을 파손했다는 물리적 손상 주장이 닌텐도를 상대로 제기되었다. 2006년 12월에 제기된 첫 번째 집단 소송으로 닌텐도는 기존 손목 스트랩을 제품 리콜하고 손목에 대한 개선된 고정 메커니즘을 갖춘 새 버전을 발송하게 되었다. 두 번째 집단 소송은 2008년 12월 콜로라도주의 한 어머니가 업데이트된 손목 스트랩도 여전히 비효율적이라고 주장하며 제기되었다. 이 소송은 2010년 9월에 기각되었으며, 콜로라도 소비자 보호법상 손목 스트랩이 의도적으로 결함이 없다고 닌텐도를 옹호하는 판결이 내려졌다.

## 유산

### 닌텐도에 대한 영향
Wii는 닌텐도가 경쟁사인 소니와 마이크로소프트로부터 향후 몇 년 동안 차별화하기 위한 "블루오션" 전략으로 인정받았다. Wii는 이후 효과적인 블루오션 접근 방식의 대표적인 예시로 여겨진다. 소니와 마이크로소프트가 더 많은 컴퓨팅 및 그래픽 성능을 제공하기 위해 하드웨어 개선에 집중하는 동안, 닌텐도는 새로운 게임 플레이 방식을 용이하게 하는 하드웨어 개발에 더 많은 노력을 기울였다. 이는 해당 콘솔 세대 동안 경쟁사보다 더 많은 판매량을 기록한 콘솔 성공의 핵심 부분으로 간주되었다. 그러나 닌텐도는 Wii U를 설계할 때 동일한 "블루오션" 접근 방식을 유지하지 않았고, 이때쯤 소니와 마이크로소프트는 Wii와 유사한 기능을 따라잡았다. 이러한 요인들이 Wii U의 판매 부진에 부분적으로 기여했다.
Wii의 성공은 다른 콘솔에 비해 낮은 비용 덕분이었다. 마이크로소프트와 소니는 소프트웨어 판매로 장기적인 이익을 얻기 위해 콘솔 생산에서 손실을 경험했지만, 닌텐도는 각 Wii 유닛 판매에서 상당한 이윤을 얻기 위해 생산 비용을 최적화한 것으로 알려졌다. 닛코 시티그룹의 게임 분석가 후쿠다 소이치로(Soichiro Fukuda)는 2007년에 닌텐도의 최적화된 생산 방식 덕분에 일본에서 $13, 미국에서 $49, 유럽에서 $74에 이르는 상당한 이윤을 얻었다고 추정했다. Wii의 출시 당시 최종 가격인 $249.99는 엑스박스 360(두 모델이 각각 $299와 $399에 판매)과 당시 출시 예정이던 플레이스테이션 3(두 모델이 각각 $499와 $599에 판매)에 비해 상대적으로 저렴했다. 게다가 닌텐도의 Wii용 퍼스트파티 게임은 소매 가격이 $50로, 닌텐도 경쟁사의 평균 게임보다 약 $10 저렴했다. 이와타는 Wii가 다른 콘솔에 비해 고해상도 그래픽에 덜 집중했기 때문에 게임 가격을 낮게 유지할 수 있었으며, 이로 인해 개발 비용이 낮아져 엑스박스 360이나 플레이스테이션 3 개발에 필요한 $20 million에 비해 게임당 평균 $5 million 정도가 들었다고 밝혔다.

### 건강 효과
Wii는 신체 활동을 통해 건강한 생활 방식을 증진하는 데 사용되었다. 신체 재활에 사용되었으며, 여러 질환에 대한 건강 효과가 연구되었다. 재활 치료를 위한 Wii의 가장 많이 연구된 용도는 뇌졸중, 뇌성마비, 파킨슨병에 대한 것이며, 균형 훈련을 위한 것이다. 비디오 게임 재활 치료로 인한 부작용(예: 낙상)의 가능성은 2016년 현재 잘 연구되지 않았다.
영국 의학 저널에 발표된 연구에 따르면 Wii 플레이어는 앉아서 하는 컴퓨터 게임보다 더 많은 에너지를 사용하지만, Wii 플레이는 규칙적인 운동의 적절한 대체물이 아니었다. 일부 Wii 플레이어는 반복적인 플레이로 인해 위티티스, 위 무릎, 위 팔꿈치(테니스 엘보와 유사) 또는 닌텐도니티스라고 알려진 근골격계 부상을 경험했으며, 소수의 심각한 부상이 발생했지만 부상은 드물고 대부분 경미하다.
2010년 5월, 닌텐도는 미국심장협회 (AHA)에 150만 달러를 기부했다; AHA는 Wii와 두 개의 더 활동적인 게임인 Wii 피트 플러스와 Wii 스포츠 리조트에 Healthy Check 아이콘을 부여하여 지지했다.

### 홈브루, 해킹 및 에뮬레이션
Wii는 단종 이후 새로운 기능과 비디오 게임을 홈브루하는 데 인기 있는 대상이 되었다. 예를 들어, 홈브루 프로젝트는 수정되지 않은 Wii 콘솔에 DVD 재생 기능을 추가할 수 있었다. 또한 Wii는 소유자가 제조업체가 의도하지 않은 활동을 위해 콘솔을 사용할 수 있도록 해킹될 수 있다. 여러 종류의 모드칩이 Wii에서 사용 가능하다.
Wii 리모컨도 다른 응용 프로그램을 위해 해킹하는 데 인기 있는 장치가 되었다. 표준 블루투스 인터페이스를 통해 연결되었기 때문에 프로그래머는 통신 프로토콜을 역설계하고 다른 운영체제용 Wii 리모컨의 API를 개발하여 다른 플랫폼에서 Wii 리모컨을 사용하는 게임 및 응용 프로그램을 만들 수 있었다. 하드웨어 수준에서 더 나아가, 일반적으로 Wii 리모컨과 센서 바를 분해하고 구성 요소를 다른 구성으로 재구성하는 해킹은 원격 손 및 손가락 추적, 디지털 화이트보드, 가상 현실 헤드셋용 머리 추적과 같은 다른 응용 프로그램으로 이어졌다.
Wii는 에뮬레이션에 인기 있는 시스템이었다. 이러한 에뮬레이터를 클린룸 방식으로 만드는 행위는 합법적이라고 판단되었지만, Wii 시스템 소프트웨어와 게임을 다른 시스템으로 가져오는 행위는 합법성 여부가 불분명하며 닌텐도는 소프트웨어 복사본을 배포하는 사람들에 대해 적극적으로 법적 조치를 취했다. 오픈 소스 돌핀 프로젝트는 수년간의 클린룸 노력을 통해 Wii와 닌텐도 게임큐브를 성공적으로 에뮬레이션할 수 있었다.

### 음악
IGN의 조 스크레벨스는 Wii의 가장 위대하고 오래 지속되는 유산은 도타카 가즈미가 콘솔을 위해 작곡한 음악이라고 주장하며 다음과 같이 썼다. "모션 컨트롤, Mii, 밸런스 보드는 닌텐도가 발전하면서 모두 제거되거나 축소되었지만, 유튜브, 틱톡, 트위터를 빠르게 둘러보면 Wii 트랙을 듣는 데 그리 오래 걸리지 않을 것이라고 장담한다. Wii 음악이 포함된 커버와 밈은 어디에나 있다. Wii를 위해 작곡된 음악은 문화적 시금석으로서 새로운 생명을 얻었고, 작곡된 작은 흰색 쐐기의 한계를 훨씬 넘어 사람들에게 영감을 주었다." 워싱턴 포스트의 마이클 안도르 브로듀어는 Mii 채널 음악을 "문화적 시금석"이라고 묘사했으며, 유로게이머의 마틴 로빈슨은 Wii 쇼핑 채널의 테마를 "너무 감염성이 강해서 밈이 된 노래"라고 불렀다. Mii 채널 테마와 Wii 쇼핑 채널 테마는 모두 재즈 커버에 영감을 주었다.

## 같이 보기
- Wii 게임 목록
- Vii
- wii U